# Rozália (fesztivál)

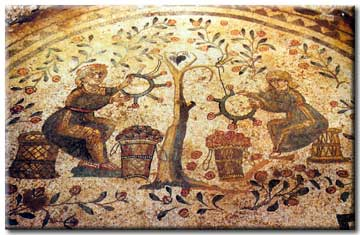

Rozália (Rosalia,vagy Rosaria) rosatio-nak (rózsa-díszítés) vagy dies rosationisnak, „rózsa-díszítés napjának" nevezték és ibolyával is megünnepelhető volt (violatio: az ibolyával való díszítés napja).
A rosatio a holtak emlékünnepeként, a temetkezési helyekre való virág kihelyezés szokásából fejlődött ki. Ez az ünnep a rómaiak azon kiterjedt magánvallási gyakorlatai közé tartozott, amelyek révén a halottaikról gondoskodtak; és hűen tükrözte a hagyományok értékébe vetett hitet akár a családi származásról, az egyszerű feliratokról, akár a nagy nyilvános emlékművekről volt szó. A római naptárban több dátumot is a halottaknak szenteltek nemzeti ünnepként, vagy emléknapként.
A rosatio, mint vallási megnyilvánulás, irányulhatott egy istenség kultikus szobrára, vagy más nagyra becsült tárgyra is.
A római hadsereg májusban tartotta a Rosaliae signorumot, amelynek keretében a katonai szabványokat (zászló, embléma, jelvény, stb.) ékesítették rózsafűzérekkel. A magánegyesületek és klubok rózsafesztiváljait legalább negyvenegy latin és tizenhat görög nyelvű felirat dokumentálja − ez utóbbiak az gyakran rhodismosnak nevezik a rózsaünnepet.
A virágok mindig a megújulás, az újjászületés és az emlékezés tradicionális szimbólumai voltak. A rózsa és az ibolya a vörösével és bíborával, egyfajta engesztelésként a véráldozat színének érzetét idézte fel. Virágzásuk időszaka keretezte a tavaszi évszakot, hiszen az ibolya egyike a legkorábban, a rózsa pedig a legkésőbb virágba boruló virágoknak. Mint az ünnepi és a a temetési ceremóniák részei, a díszítő rózsák „furcsa lakomája...az életnek és a halálnak egyben, egyazon végtelen, ismeretlen folyamat két aspektusának számítanak."
A Birodalom egyes területein a Rozália hasonult a Dionüszosz, Adonisz és mások tavaszi ünnepeinek virágos elemeihez, de a rózsa díszítés gyakorlata nem kötődött szorosan egyes istenségek kultiválásához, így a zsidó és keresztény emlékünnepeken is felhasználható volt. Az ókeresztény írók a rózsa- és ibolyafüzéreket és koronákat átemelték a szentek kultuszába.

## Kulturális és vallási háttér
Görögországban és Rómában a férfiak és a nők egyaránt viseltek virág- és lombkoszorúkat, -füzéreket ünnepi alkalmakkor. Rózsa- és ibolyafüzérek, kombinálva vagy önmagukban, már az archaikus időszaktól díszítettek erotikus jeleneteket, menyasszonyi felvonulásokat és ivópartikat a görög lírában. A latin irodalomban a „rózsákban és ibolyákban lenni" kifejezés a gondtalan öröm megtapasztalását jelentette. A virágkoszorúk és füzérek „ünneplőkként jelölik meg viselőiket, és valószínűleg magának az élet szépségének és rövidségének kifejezésére szolgálnak". Rómában a rózsa és az ibolya volt a legnépszerűbb virág a koszorúkhoz, amelyeket néha ajándékba is adtak.
A virágok egy, vagy több istenséghez kötődtek. Leginkább Afrodité (Rómában: Vénusz ), Perszefoné istennőknek ajánlottak fel virágokat. A rózsák és az illatok nemcsak Afrodité  Míg a virágok a római esküvők részét képezték, a vőlegény nagyobb valószínűséggel viselt virágkoronát, mint a menyasszony; Statius (i.sz. 1. század) egy vőlegényt rózsából, ibolyából és liliomból fonott koszorút viselőként írt le. Amikor a császár hivatalosan megérkezett ( adventus ) egy városba, az üdvözlő küldöttség köszöntő gesztusai közé virágfüzérek is tartozhattak. A Historia Augusta egyik (feltehetően kitalált) beszámolója szerint, a dekadens Héliogabalus császár az egyik bankettjén rózsaszirom-lavinába temette a vendégeket. A görög kultúrában a filobolia azt jelentette, hogy egy győztes sportolóra, vagy jegyespárra levelek, vagy virágszirmok özönét zúdították.

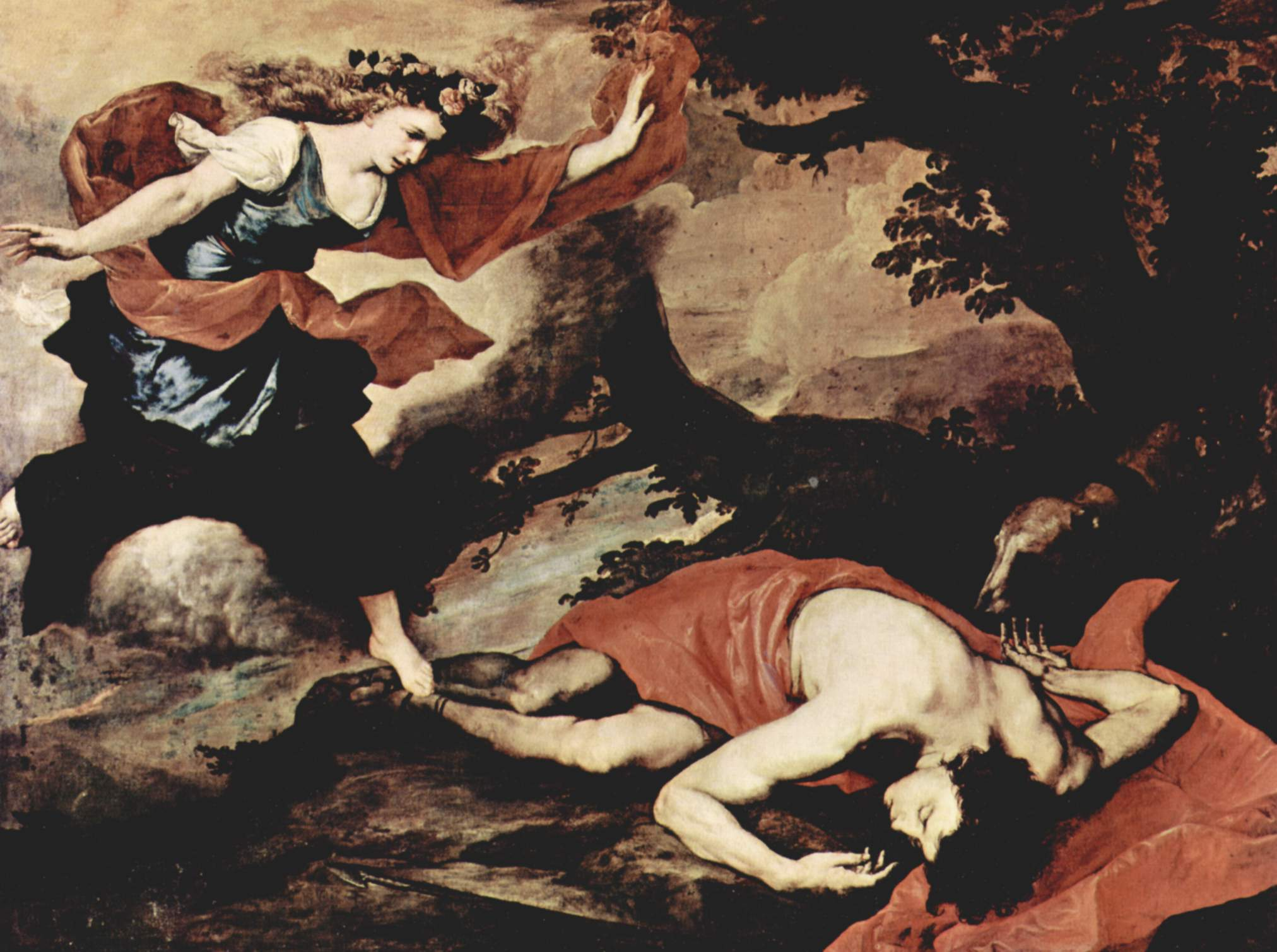
Adonisz teste fölött a rózsakoronát viselő Vénusz José de Ribea Vénusz és Adonisz (1637)

A klasszikus mitológia számos történetet őriz, amelyekben az isteni metamorfózisban vér és virágok kapcsolódnak össze. Amikor Adoniszt, Afrodité szerelmét egy vadászat során megölte egy vaddisznó, a véréből virág keletkezett. Kübelé római rítusainak központi mítosza a hitvese, Áttisz önkasztrációja, akinek véréből ibolyaszínű virág fakadt. A világ eredetéről című gnosztikus szövegben, amely valószínűleg a 4. század elejére datálható, a rózsa volt az első testet öltött virág, amely Pszükhé (lainul Psyche – lélek) szűz véréből jött létre, miután szexuálisan egyesült Erósszal. Ausonius gall-római költő Keresztre feszített Cupido című, 4. századi versében Cupido istent (akinek a római megfelelője Erósz) a szerelemben csalódott istennők megkínozták az alvilágban, és a sebeinek véréből rózsák sarjadtak.
Az egyiptomi vallásban a babérból, pálmából, tollakból, papiruszból, vagy nemesfémekből készült temetési koszorúk reprezentálták a „ megigazulás koronáját ”, amelyet az elhunytnak kellett megkapnia, amikor a túlvilági Szív mérlegelési ceremónián elbíráltatott. A birodalmi időszakban, a romanizált Ízisz-kultusz hatására, a koszorú talán rózsából készült. Ízisz szobrát a március 5-i birodalmi ünnepet, a Navigium Isidist követően (amikor egy ünnepi körmenet szimbolizálta Ízisz „vitorlázását"), rózsákkal díszítették. Apuleius Metamorfózisok (más néven: Az aranyszamár) című regényének főszereplője, Lucius, szamárrá változik, majd a megváltás útja után rózsaevés által visszatér emberi formába, és beavatottá válik Ízisz titkaiba . Egy Rhodophoria nevű ünnep, amely három görög papiruszon maradt fenn, valószínűleg Ízisz „rózsatermése", vagy pedig a Rozália görög elnevezése lehet.

## Rózsa és ibolya, mint temetési virágok
[[Fájl:Fresco_Fragment_w Rózsafüzér készítése Cupido és Psyché által, egy összetett pompeji falfestményen: a jobb oldalon Psyché egy ivótálat tart, a vallási jámborság szimbólumát, amelyet gyakran rozettaként ábrázolnak.
A rózsáknak Görögországban is volt temetkezési jelentősége, de a rómaiaknál különösen szorosan kapcsolódott a halálhoz és a temetkezéshez. Görögországban a rózsák a temetési sztéléken, és leggyakrabban a lányok sírfeliratain jelennek meg. A császárkori görög sírfeliratokban egy hajadon lány halálát egy tavasszal levágott, bimbózó rózsához hasonlítják; az esküvői ruhába temetett fiatal nőt „mint egy rózsa a kertben” hasonlattal illetik; egy nyolcéves fiúról pedig aztt állítják, hogy olyan, mint a rózsa, amely „az Eróták (kerubok, ámorok) gyönyörű virága". A virágzó fiatalság és a gyász közös szimbólumaként, a rózsa egy gyermekkorban, vagy idő előtt bekövetkezett halál megtörténtére utal. Az Iliászban Afrodité a halhatatlanság rózsaolajával dörzsöli be Hektor holttestét , hogy sértetlenül megőrizze azt a halál rombolásától. A görög és a latin költészetben az Elíziumi mezők áldott túlvilágán rózsák nőnek.
A halottaknak szánt vértelen áldozat bemutatások közé tartozhatott a rózsafüzér és az ibolya,csakúgy, mint a boráldozat; a latin purpureus (bíbor) szó pedig a rózsáknak és az ibolyáknak, mint a halál virágainak, a vöröstől liláig terjedő színskáláját fejezte ki. Az ókori etimológiában a purpureus szót a görög porfireosszal rokonították, mivel az a bőrt zúzódások, vagy sebek esetén bíborvörös vérrel telíti.
Vergilius, az augustusi aranykor epikus költője, a bíbor virág metaforáját a fiatal férfiaknak a korai, csatában bekövetkezett, véres halálának leírására használja. A Pallasz halála felidézi Áttisz ibolyáját és azt is, hogy a jácint virág Apollón szeretett Hüakinthoszának haldokló véréből keletkezett.
Claudius Claudianus római költő arról ír, hogy a rétet, ahonnan Proserpinát elrabolták az alvilágba, a rózsák „véres pompája" borította, amely a jácintokkal és az ibolyákkal együtt buja növényzetet alkotott.
Rózsák és tövisek baljós jelenléte még a szerelmi diskurzusban is intrikus vérontást és halandóságot jelenthet.

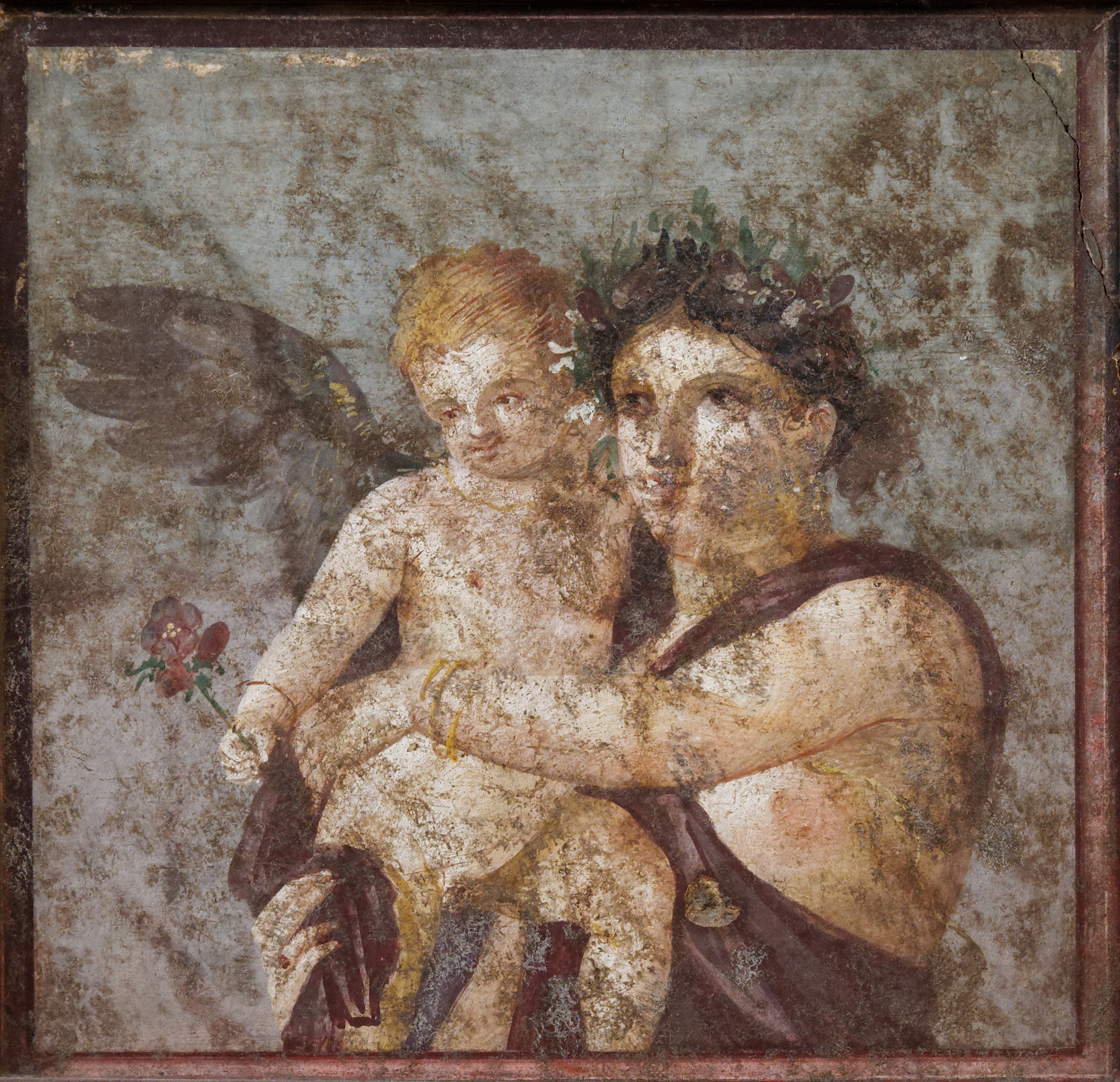
Egy koszorús menád (római megfelelője a bakkhánsnő), Dionüszosz kísérője tartja a rózsát nyújtó Cupidót, a pompeji Lucius Caecilius Iucundus házában található falfestményen.

Ezzel szemben a rózsák, a temetkezés kontextusában, az ünnepi lakomákra is utalhatnak, mivel a római családok az év során több alkalommal összegyűltek a temetkezési helyeken italáldozatra és közös étkezésre, amely egyszerre ünnepelte a szeretett halottak dédelgetett emlékét és a családi leszármazási vonalon keresztüli élet folytonosságát. A római sírfestészetben a vörös rózsák gyakran bőségesen ömlenek a puszta földre.
Ezek a kortalan virágok, a lélek folyamatos létezésébe vetett római hiedelem kifejezésével, egy örök Rozáliát alkottak.

Az egyik latin sírfelirat szerint, amely így szól, elképzelhető, hogy az elhunyt csontjai, vagy hamvai virágokat teremnek:
„Itt fekszik Optatus, az odaadástól nemesedett gyermek: Imádkozom, hogy hamvai ibolyává és rózsává váljanak, és kérem, hogy a Föld, aki most az anyja, legyen könnyű neki, mert a fiú élete senkinek nem volt teher."
Némelyik sírhoz és mauzóleumhoz rózsákat ültettek, a szomszédos területeket pedig kertként művelték, hogy rózsákat neveljenek díszként, vagy akár termeljenek értékesítésre a temető fenntartásának, vagy adminisztratív költségeinek előteremtésére. A vágott és termesztett virágok bősége még a 19. és a 21. század között is az olasz temetők jellegzetessége volt, olyan jelentős mértékben, hogy az megkülönböztette őket az angol-amerikai gyakorlattól. Ez a különbség egyike azoknak a római katolikus szokásoknak, amelyeket egyes protestánsok – különösen a 19. században – túlságosan „pogány” eredetűként kritizáltak.

## Rózsa és ibolya fesztiválok

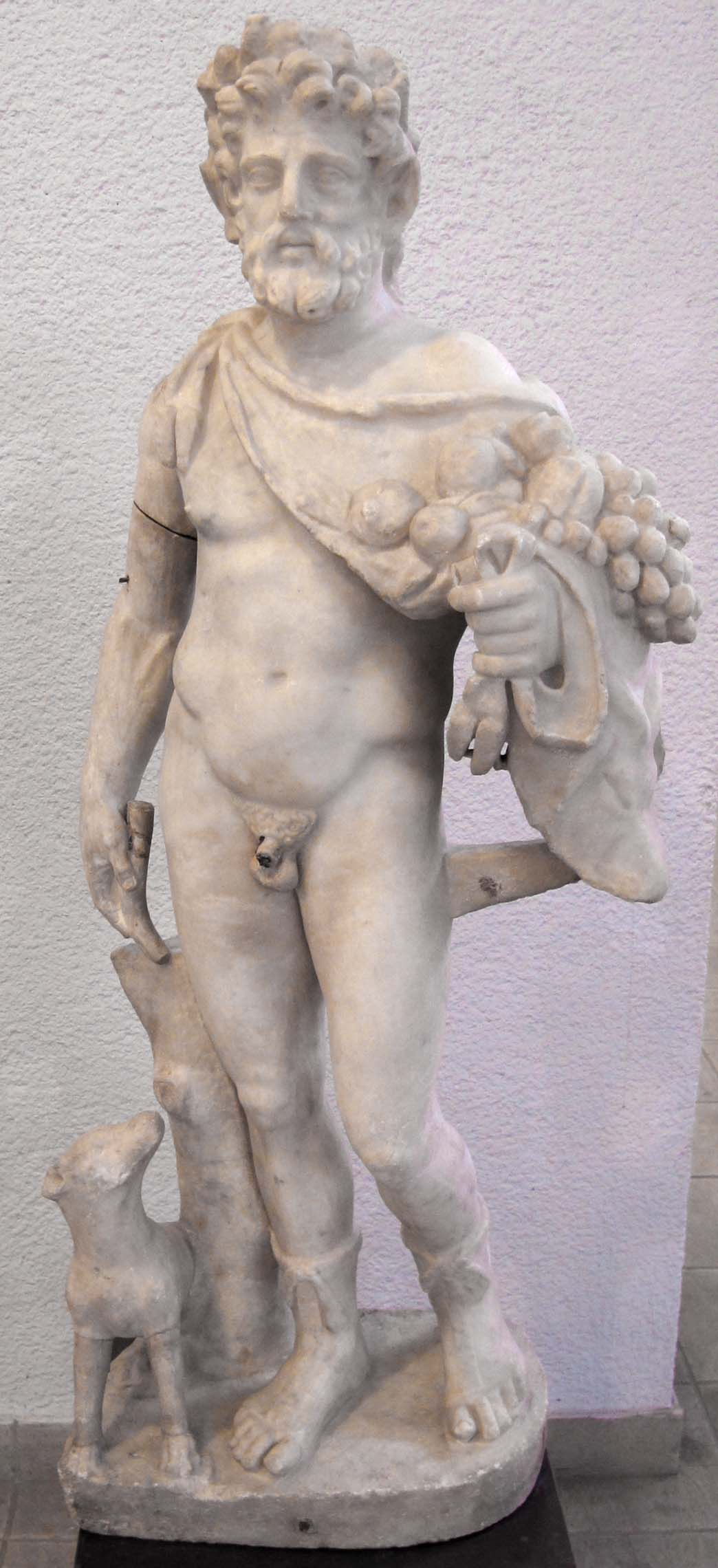
Silvanus, gránátalmával, szőlővel és egyéb termékekkel, vadászkutya kíséretében (2.–3. század)

Bár a rózsának nagy hagyománya van a temetkezési művészetben, az így elnevezett római rózsafesztivál legkorábbi feljegyzése Domitianus (i.sz. 81–96) uralkodása idejére vezethető vissza, és az ünnep időpontját június 20-ra datálja. A feliratot egy lucaniai, Silvanus erdőistenhez kötődő papi egyesület (collegium) készítette. Ez rögzítette a császár jólétére tett fogadalmakat, és előírta, hogy évente öt alkalommal kell Silvanusnak áldozatot bemutatni. Az egyik alkalom a Rozália volt. Bár Silvanust jellemzően az erdők és a vadon istenségeként tartják számon, Vergilius virágzó édesköményt és liliomot viselőként írja le őt. Három másik feliraton a Silvanusnak adakozó a kultikus Anthus nevet vette fel (görögül anthos, „virág"), egy negyedik feliraton pedig, egy kevésbé biztos olvasatban, az adakozó a latin Florus nevet, a Flora hímnemű alakját használta. Mivel a növényi életformák közül a leggyakrabban a fák Silvanus jelképei, a virágokkal való kapcsolata homályos. Női társait, a Szilvánákat (Silvanae), akik elsősorban a dunai provinciákban fordultak elő, időnként virágcserepeket, vagy koszorúkat hordozva ábrázolják. Dendrophorus, jelzője, a „Fáttartó" révén Áttisz és Kübelé (Cybele) istennő romanizált kultuszához kapcsolódik, amelynek ünnepi résztvevőit dendrophorinak nevezték.
Amikor a jómódú emberek végrendeletet írtak és életvégi előkészületeket tettek, félretehettek pénzt arra, hogy a haláluk után fenntartsák és gondozzák az emléküket (cura), beleértve ebbe a rózsadíszítést is. Az egyik sírfelirat feljegyzi egy férfi rendelkezését arról, hogy hogyan tartsanak szertartást a tiszteletére négy éven át: a Parentalián, a halottak tiszteletének hivatalos, február 13-án tartott ünnepén; a születésnapjain (dies natalis); továbbá Rozálián és Violarián . Tagjaik számára gyakran biztosítottak a céhek és egyesületek (collegia) temetési juttatást, néhányuk kifejezetten erre a célra alakult. Az adakozók közös étkezéseket és rózsanapokat finanszírozhattak, amelyeken a kollektíva tagjai a halottakat tisztelték. A római Aesculapius és Hygia Kollégium március 22-én tartotta az ibolya napját, május 11-én pedig a rózsa napját. Ezek a virágünnepek gyakoriak voltak az étkezési klubok és temetkezési társaságok rendezvényei között.
A legtöbb bizonyíték a Rozáliára Cisalpine Galliából ( Észak-Olaszország ) származik, ahol huszonnégy erre hivatkozó latin feliratot találtak. Tíz latin felirat az olasz félszigetről, három Macedóniából, négy pedig Trákiából, Illíriából és Pannóniából ered. Hat görög felirat Bithyniából, három Macedóniából és egy-egy Bulgáriából, Szkítiából, Mysiából, Frígiából, Lídiából, Ázsiából és Árkádiából származik.

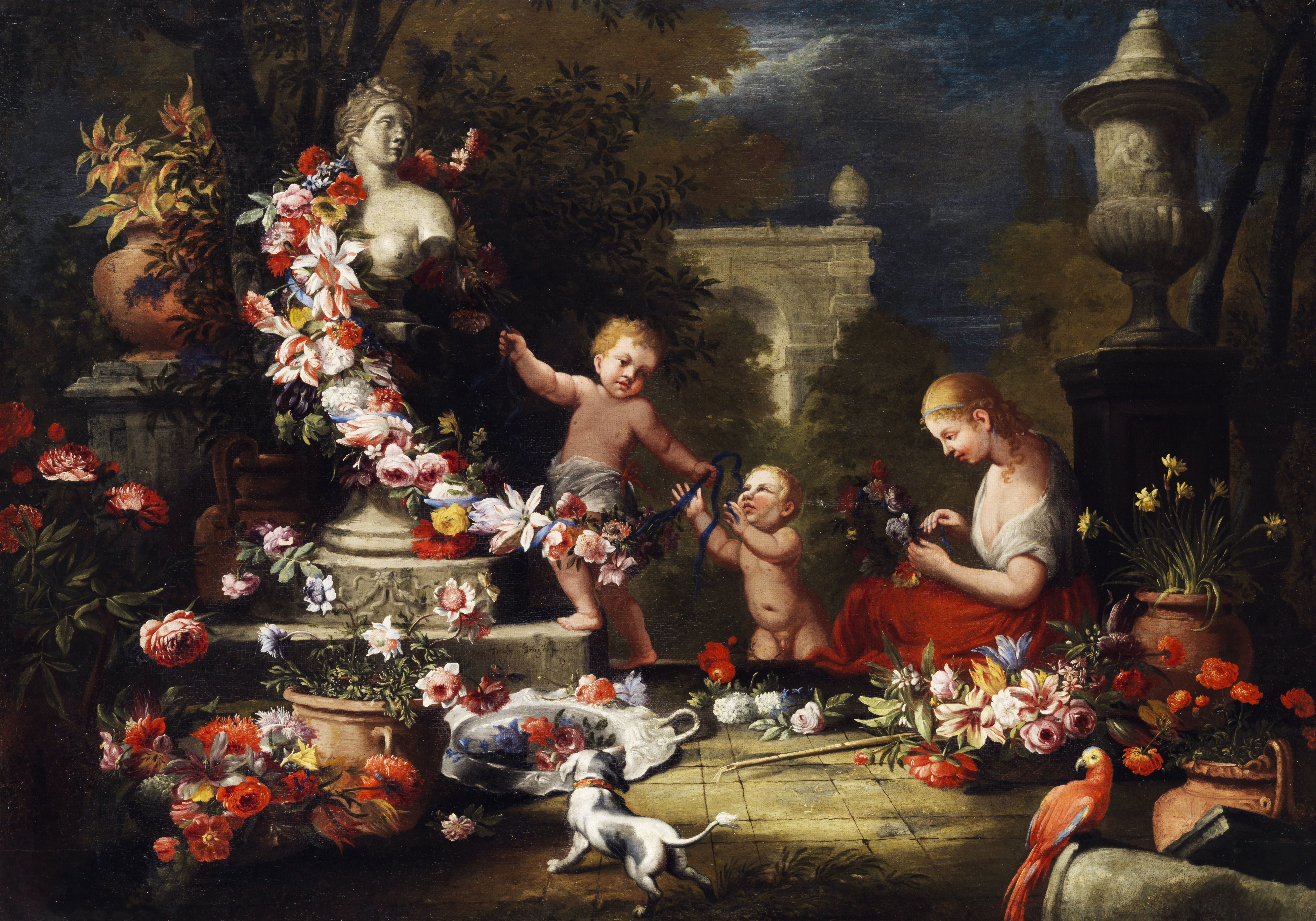
Virágos tiszteletadás Vénusznak (1690 vagy korábban), Abraham Brueghelnek tulajdonítják

Úgy tűnik, hogy Pergamonban a Rozália egy háromnapos fesztivál volt, amely május 24-26. zajlott és egy „augusztáni nappal" kezdődött (a dies Augusti, a császári kultusz napja, amely a császár, vagy családja születésnapját, házassági, vagy más évfordulóját jelzi) . A háromnapos Rozália egyike volt azoknak az alkalmaknak, amelyeket a himnódusok csoportja, a császári kultusz ünneplésére szervezett férfikórus felügyelt, amint azt egy 2. század eleji oltár görög felirata feljegyezte. Az eukoszmosz, a „jó rend” tisztje volt, aki egy évig elnökölt a csoportban. Egy minát (egy pénzegységet) és egy cipót kellett biztosítania a Rozáliának az „augusztáni napon" történő megünneplésére, ami Panemos hónap első napja volt a helyi naptárban . Panemos másodikán a csoport papja bort, asztalterítéket, egy minát és három cipót biztosított a Rozália számára. A grammateus, egy titkár, vagy adminisztrátor volt felelős az egy minaért, az egy dénár értékű asztalterítékért, valamint egy cipóért Rozália harmadik napjára. A csoport úgy működhetett, mint egy római kollégium, és egy temetkezési társaság a tagok számára.
A frígiai Acmoniából származó feliratok a Rozáliát a Római Birodalom vallási pluralizmusának összefüggésében mutatják be. Kr.u. 95-ben egy temetkezési társaságra örökséget hagytak annak céljából, hogy biztosítsa a Titus Praxias nevű személy éves megemlékezését. Ennek keretén belül le kellett bonyolítania a sír melletti közös étkezést, készpénzajándékokat kellett adnia a tagoknak és 12 dénárt kellett költenie a sír rózsákkal való díszítésére. A tagságnak jogi és vallási szempontból is voltak kötelezettségei: a társaságnak saját védőistenségei voltak, akik az elhunyt kívánságai teljesítésének felügyeletét és biztosítását szolgálták. Ezek voltak Theos Sebastos ( latinul Divus Augustus ), Zeusz a helyi és egyedi jelzővel, Stodmenos, Aszklépiosz, a Megváltó (a római Aesculapius, mint a fenti kollégiumban ) és az efezusi Artemisz . Acmóniának jelentős görög ajkú zsidó közössége is volt, és egy 215–295-ös időszakból származó felirat az előbb említetthez hasonló megállapodást jegyzett fel, amit egy zsidó nő javára kötött a férje. Ez azt próbálja biztosítani, hogy a sírt egy törvényesen alapított szomszédsági, vagy közösségi egyesület évente rózsával díszítse, azzal a fontos rendelkezéssel, hogy „Ha nem díszítik minden évben rózsákkal, az Isteni igazságszolgáltatással kell számolniuk”. Az „Istennel kell számolnia” formulát csak a frígiai zsidók és keresztények használták, és kisebb a valószínűsége annak, hogy ez a felirat keresztény eredetű. A felirat az egyik bizonyíték arra, hogy a birodalmi világ általános vallási környezetétől nem volt elszigetelve a judaizmus és, hogy a rosatio a sír melletti kísérő áldozatok nélkül is megvalósítható volt. A feleségét tisztelő zsidó férj a több istenség helyett a saját egy istenének igazságszolgáltatására hivatkozott; úgy döntött, hogy részt vesz a közösség szokásaiban, miközben azokat „zsidó hitéhez elfogadható" módon alakította át.

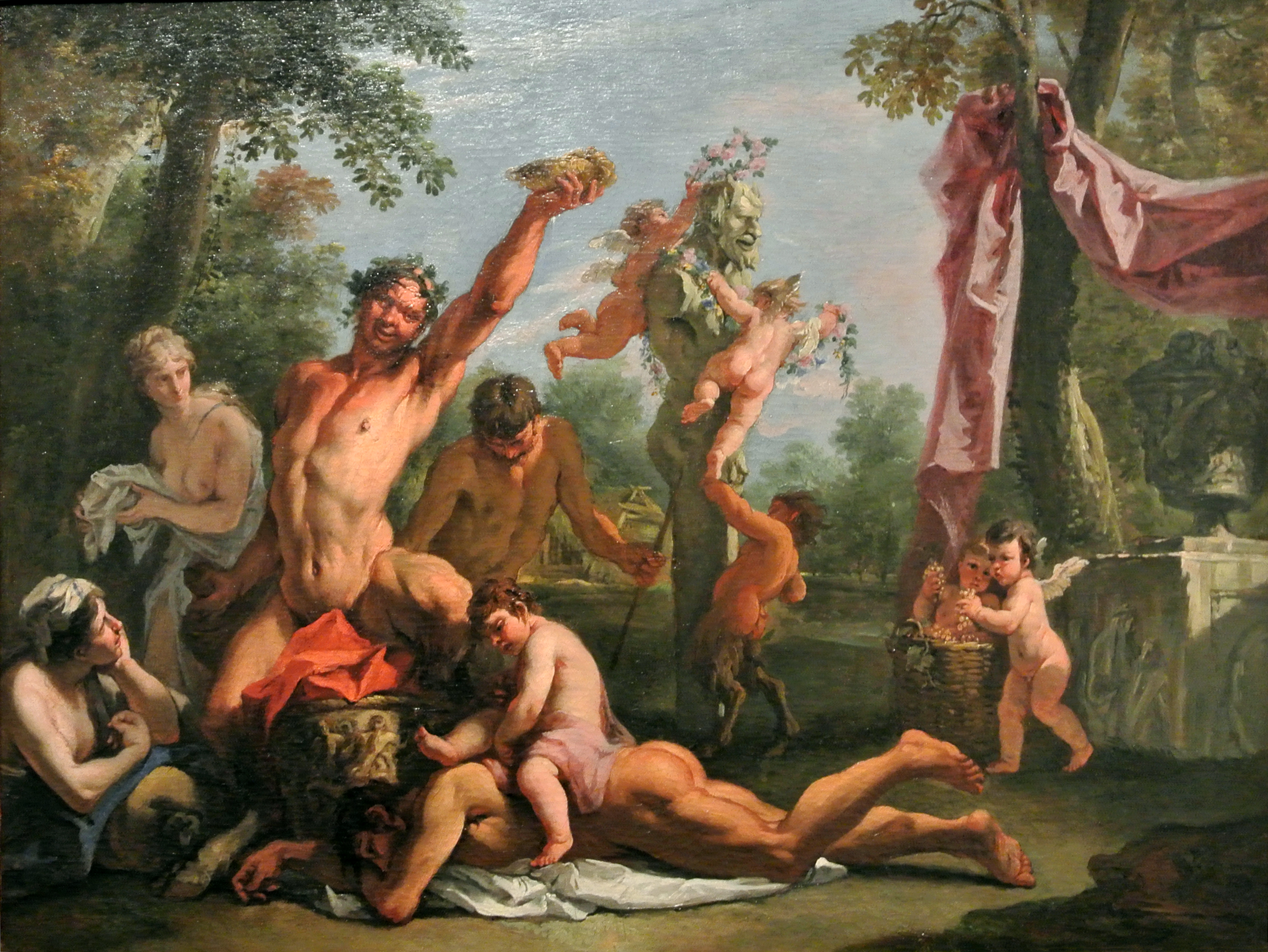
Kultikus szobrot rózsákkal koszorúznak meg Sebastiano Ricci (1659–1734) Bacchanália című művében

A császárkori Macedóniában több felirat említi a Rozáliát, mint egy olyan megemlékező fesztivált, amelyet olyan csoportok hagyatékából finanszíroztak, mint például egy környék, egy falu, vagy egy szomszédsági szervezet (vicianu, vicus ); thiasos, legálisan alapított, gyakran vallási jellegű egyesület; vagy szimpózium – az ivó- és társasági klub értelmében. Thessalonikiben a tiászok egyik papnője egy egész szőlőbirtokot hagyott örökül, hogy kifizesse a rózsakoszorúkat. Ha a dionüszoszi tiászosz feloszlott, vagy nem teljesítette kötelességeit, a tulajdon a Dryophoroi („tölgyfatartók") társaságára, végül pedig az államra szállt. A Dionüszosz titkaiba beavatottak társulásai mellett, a macedóniai és trákiai feliratok feljegyzései szerint, rózsadíszítésre fordítandó örökségeket hagyományoztak Diana (Artemisz) társulásoknak, egy kevéssé ismert trák isten vagy hős, Sourogethes társaságának, és egy sírásó céhnek is. A sírásóknak minden évben tüzet kellett gyújtaniuk a sír mellett a Rozáliára, és más összefüggések azt sugallják, hogy magukat a koszorúkat áldozatként elégették. A macedón megemlékezések között néhányszor egy jellegzetes kollokáció is előfordult: a Rozáliát elrendelő felirat és a trák lovas domborműve.
Néhány tudós úgy véli, hogy a Rozália szokásait a római katonaság, különösen Macedóniában és Trákiában, beolvasztotta a bacchusi halottünnepekbe. Egy i.sz. 138-ból származó görög felirat feljegyzett egy, a histriai tanácsnak rózsadíszítésre (rhodismos) történt adományozást, a mai Dobrudzsában, a Dionüszosznak különösen elkötelezett, trák Bessi által betelepített területen. Bár Macedónia a rózsáiról volt híres, szinte minden bizonyíték a Rozáliára, mint olyanra, a római korból származik.

### Bacchusi rítusok
Bár Dionüszosz szokásos vegetatív jellemzői a borostyán és a szőlőtőke, Athénban a rózsa és az ibolya is díszei lehettek a dionüszoszi lakomáknak . Pindarosz költő (Kr. e. 5. század) Dionüszoszt dicsérő düthirambosz töredékében egy virágjelenetet rendezett be, amelyet az Évszakok (Horae) nyitánya generált, abban az időben, amikor Szemelét, Dionüszosz halandó anyját kellett tisztelni:

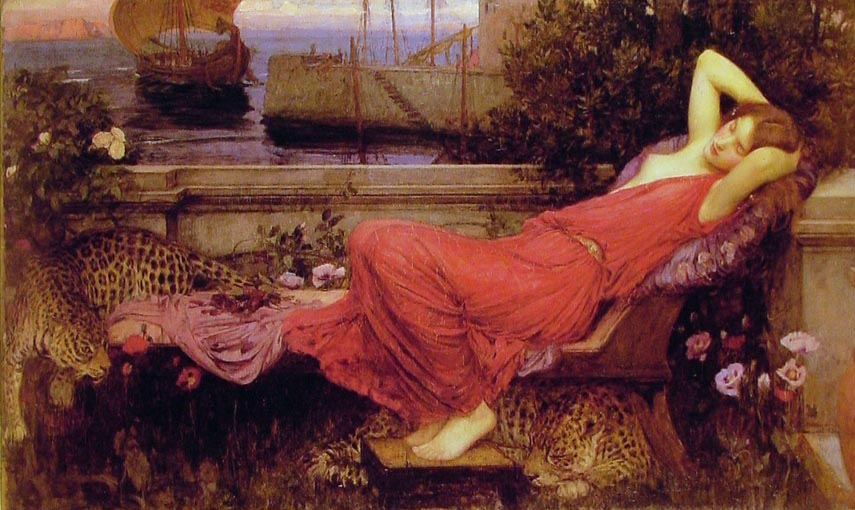
A preraffaelita John William Waterhouse Ariadnéja (1898): az alvó, vörös ruhás Ariadnét rózsák veszik körül, a vitorlás háttér pedig Thészeusz távozását és Dionüszosz eljövetelét is sejteti, amit leopárdjai jeleztek előre.

„... amint kinyílik a bíborköpenyes Horai kamrája, a nektáros virágok hozzák az édes illatú tavaszt.
Majd, aztán a halhatatlan földre vetik az ibolya kedves tincseit és a hajhoz illő rózsákat és dalok hangja visszhangzik sípok kíséretében

és kórusok jönnek a körbefutó fejpántú Szemeléhez."
Dionüszosz a demokratikus polisz egyenlősítő alakja volt, akinek beavatott csoportja (tiászosz) mintát adott a civil szervezetek számára. Az Anthesteria a Dionüszia egy, a demokratikus kor előtti Athénból származó formája. E fesztivál nevét egyes tudósok a görög anthos, „virág, virágzik” szóból eredeztetik, ahogyan tették maguk a görögök is, a virágzó szőlőtőkéhez kapcsolták a fogalmat. Az i.sz. 6. században a bizánci antikvárius, Joannes Lydus az Anthousa-val rokonította az ünnep nevét, amely szerinte a latin Flora görög megfelelője. A háromnapos fesztiválon, amely a tél és a tavasz küszöbén zajlott, a luminalitás és a „kitárulás” témáit foglalta magába, de a kora Athénban betöltött fontossága ellenére az ünnep mivolta sok szempontból bizonytalan. Elsősorban az előző őszi évjárat újborának megnyitását ünnepelték. Az első napon „Dionüszosz" egy kerekes „hajón" hordva lépett be a nyilvános körmenetbe, majd a király feleségének magánlakosztályába vitték, hogy rituálisan egyesüljön a királynével. A pontos szertartások ismeretlenek, de Ariadné mítoszához kapcsolódhatnak, aki Dionüszosz hitvese lett, miután az athéni kultúra hőse, Thészeusz elhagyta.

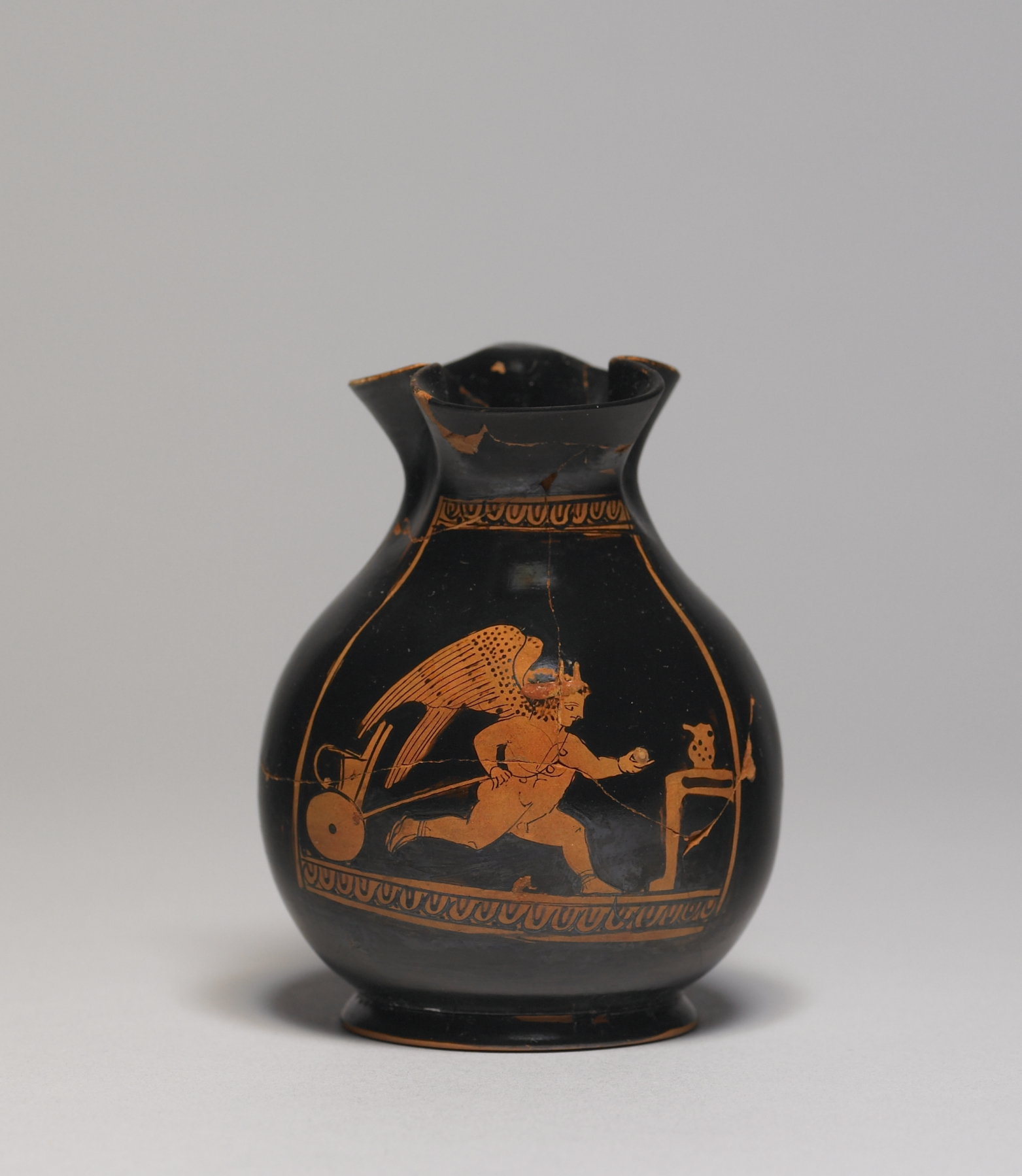
Gyermek boros edénye (chous) az Anthesteria ünnepén. Éroszt pufók fiúként ábrázolja, aki kordét húz, és kezét a saját koszorús gyerekkancsója felé nyújtja (kb. ie 410)

Az új növekedés és átalakulás témájának megfelelően az Anthesteria alkalom volt a kisgyermekkorból a gyermekkorba való átmenet rítusára is – hiszen ez az ókori világban tapasztalható magas csecsemőhalandóság miatt -egy ünnepi pillanat volt. A három és négy év közötti gyerekek egy kis gyerekkancsót (chous) kaptak, amelyet speciálisan a felnőtt tevékenységeket játszó gyerekek jeleneteivel díszítettek. Az edényen néha magát a gyerekkancsót ábrázolták, koszorúval díszítve. A következő évben a gyermek ünnepélyes keretek között kóstolót kapott a gyerekkancsóba töltött borból. Ezeknek az edényeknek, amelyeket gyakran gyermekek sírjaiban találták meg, az is a szerepük volt, hogy korai haláluk után az alvilágba kísérjék gazdájukat.
Az Anthesteria a római Lemuriával is összehasonlítható; a második nap miatt, ami mindkét fesztivál felfogásában egy képlékeny időszak volt, amikor az élők és a holtak világa közötti gát átjárhatóvá vált, és a holtak árnyai a földön bolyonghattak. A harmadik napon a szellemeket eliűzték a városból, és Hermész Chthonios („Alvilági Hermész ") gabonát és magvakat tartalmazó cserépedények formájában kapott áldozatokat. Bár az árnyalakok kiléte nem tisztázott, jellemzően a nyughatatlan halottak voltak azok, akik idő előtt haltak meg.

#### Bor és rózsák
A thesszaloniki papnő, aki emlékének megőrzésére egy szőlőskertet hagyományozott, azt kívánta, hogy minden jelenlévő dionüszoszi beavatott viseljen rózsakoszorút. Dionüszoszi kontextusban a bor, a rózsák és a vörös szín ugyanúgy az erőszak és a temetések, mint a szerelmi időtöltés és mulatságok csapdáinak számítottak. Filosztratosz (megh. i.sz. 250 körül) leírása szerint Dionüszosz rózsakoszorút és vörös vagy bíbor köpenyt viselt, amikor találkozott Ariadnéval, akinek álma egyfajta halál volt, amelyből az isten szerelme ébresztette fel és alakította át.

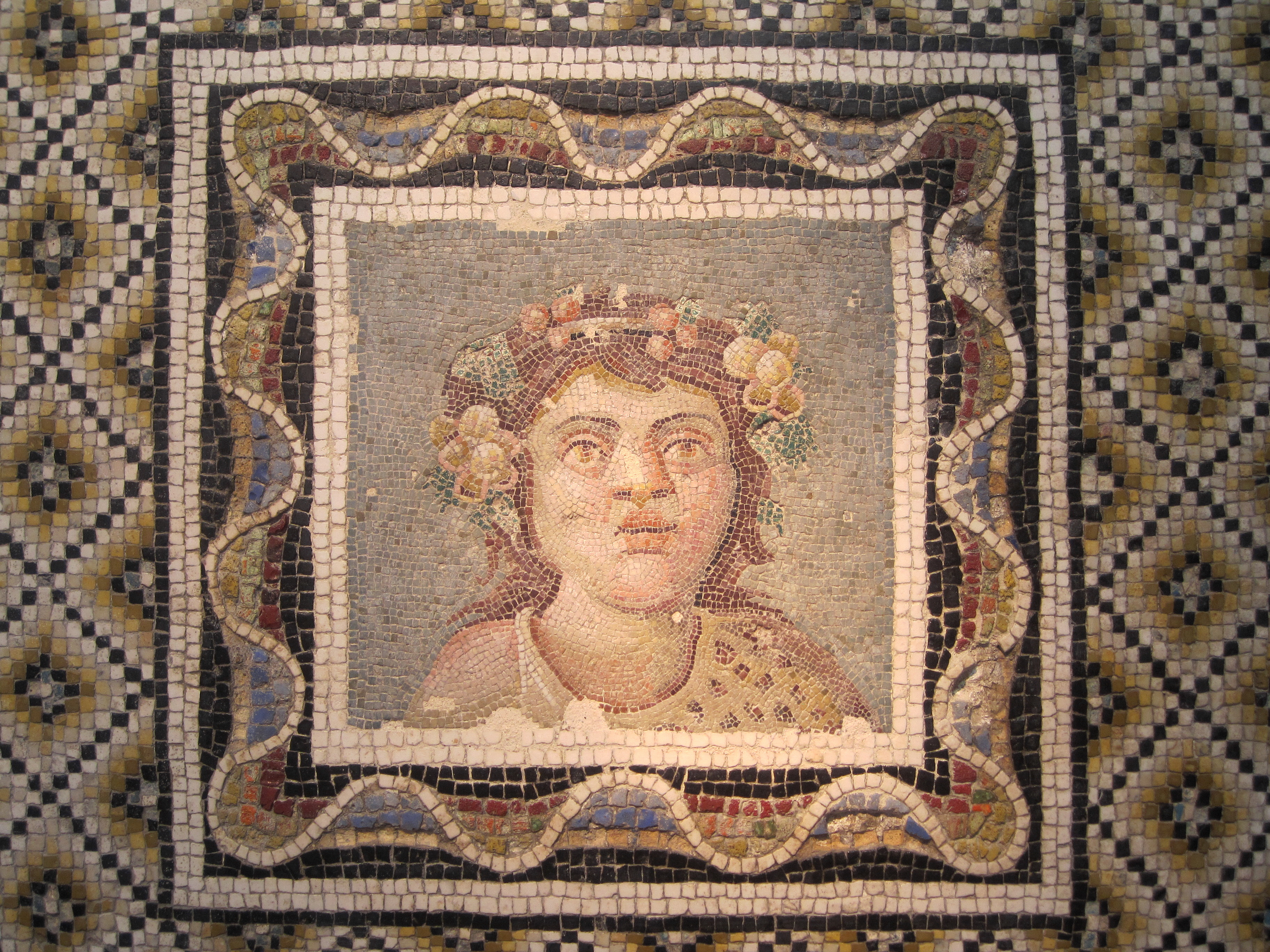
Dionüszosz a mellképén leopárdbőrt, koszorújában pedig virágokat visel egy 3. századi mozaikon

A korona, amely az Ariadnénak Dionüszosszal való halhatatlan egyesülését szimbolizálta, metamorfózison ment keresztül és egy csillagképpé, a Corona Borealis-szá vált. Néhány forrás szerint a korona egy ékszer diadém volt, a római drámaíró Seneca és mások azonban rózsafüzérként hivatkoztak rá. Manilius Astronomicájában, – ami egy, az égi jelenségekről szóló, latin nyelvű, hexameterekben írt, didaktikus költemény volt – (Kr. u. 1. század), Ariadné koronája bíbor és vörös virágokkal volt felékesítve – ibolyák, jácintok, pipacsok és „a virágzó rózsa vértől vöröslő virága” díszítették –, és pozitív asztrológiai hatást fejtett ki a virágoskertek művelésére, a füzérfonásra és a parfüm lepárlásra.
A római szarkofágokon gyakoriak voltak a dionüszoszi jelenetek, melyeket sok esetben Cupidók, vagy Eróták kísértek, akik a szerelemnek a halállal szembeni kitartását testesíthették meg. Vergilius Aeneisében a bacchusi italáldozatok kiöntésével bíbor virágok szóródnak szét, amikor a hős Aeneas a halott apja temetési szertartásait végzi. A Nonnusi Dionüsziakában (Kr. u. 4. század vége – 5. század eleje) Dionüszosz a gyönyörű ifjú Ampelosz halálát gyászolja úgy, hogy a testét ambróziával átitatott virágokkal – rózsákkal, liliomokkal, szellőrózsákkal – borítja be. A halott fiú metamorfózisa során jött létre az első szőlőtő, amelynek termése az emberi felhasználásra alkalmas bor átalakítandó lényege. .

### Adonisz szertartásai

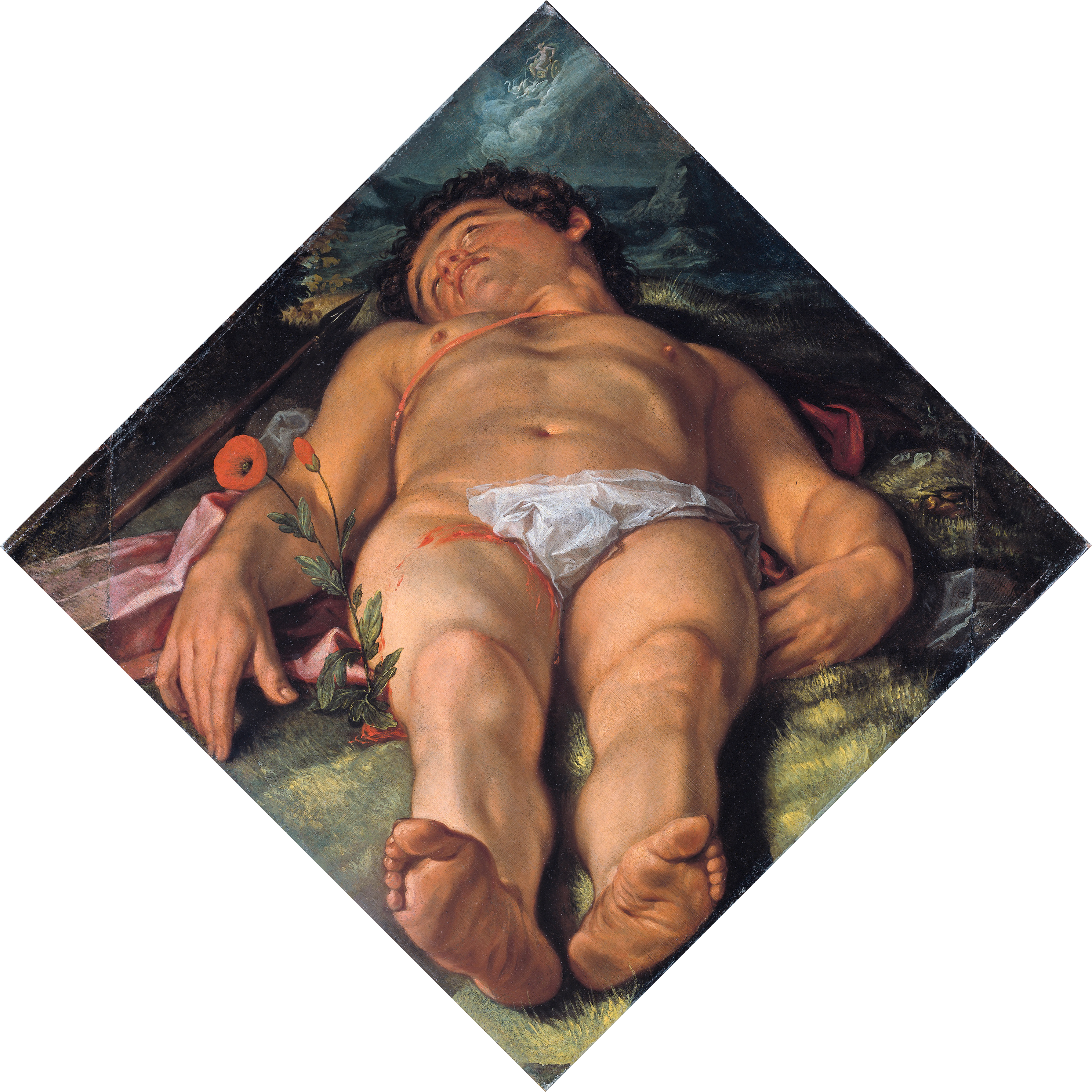
„A halott Adonisz vére szellőrózsává változik" (Ovidius, Met. X 735) (1609), Hendrick Goltzius

Adonisz rítusait (Adoneia) is Rozáliának tekintették a császári korszakban. A mítosz egyik változatában az Afrodité tövis által megszúrt lábából származó vér elszínezi a vaddisznó által megölt Adonisz testéből származó virágokat. A Bionnak tulajdonított Gyászének Adoniszhoz című múben (Kr. e. 2. század) Afrodité könnyei cseppről cseppre összeállnak az Adonisz által ontott vérrel, majd a földre hulló „vérkönnyek" virágokká válnak.
 „A vérből ered a rózsa, a könnyből pedig a szellőrózsa."
A mítosz szerint Adonisz az apja és Myrrha vérfertőző egyesüléséből született. A káprázatos kéjvágy Afrodité büntetése volt, akit Myrrha semmibe vett. A lány sötétséggel és álruhával tévesztette meg apját, aki, amikor megtudta, hogy kivel volt együtt valójában, dühe átalakította lánya emberi identitását, aki illattermelő mirhafává vált. Adonisz vegetatív természete a fáról születésében nyilvánul meg. Az egyik hagyomány szerint Afrodité elvette a csecsemőt, elrejtette egy dobozba (lamax, ez a szó gyakran a hamu vagy más emberi maradványok tárolására szolgáló ládákra utal), és odaadta Perszephoné alvilági istennőnek, hogy táplálja. Amikor Adonisz gyönyörű ifjúvá serdült, a szerelem és a halál birodalmait képviselő Afrodité és Perszephoné is maguknak követelték őt. Zeusz elrendelte, hogy Adonisz az év egyharmadát a mennyei Afroditéval töltse, a másik harmadát az alvilághoz kötődő Perszephonéval, a harmadik harmadát pedig a halandóként élje. Az elgondolás Perszephoné saját évi ciklusához hasonló, amely az alvilági férjével, illetve a fenti világban való lét között oszliik meg.
J.G. Frazer számára Adonisz egy archetípusos vegetatív isten volt, H.J. Rose pedig Adonis rítusaiban látta körvonalazódni „a Nagy Anyáról (az egyetemes anyáról) és a növényzet növekedési ciklusával párhuzamosan meghaló és újjászülető szeretőjéről szóló keleti mítoszt". Robert A. Segal úgy elemezte Adonisz halálát, mint az „örök gyermek” (puer) kudarcát, hogy befejezze a városállam felnőtt életébe való belépés rítusát, és így története egy társadalmi jogsértéseket is magában foglaló figyelmeztető mese, amelyben elfogadott a vérfertőzés, a gyilkosság, a birtoklási vágy, a cölibátus és a gyermektelenség.

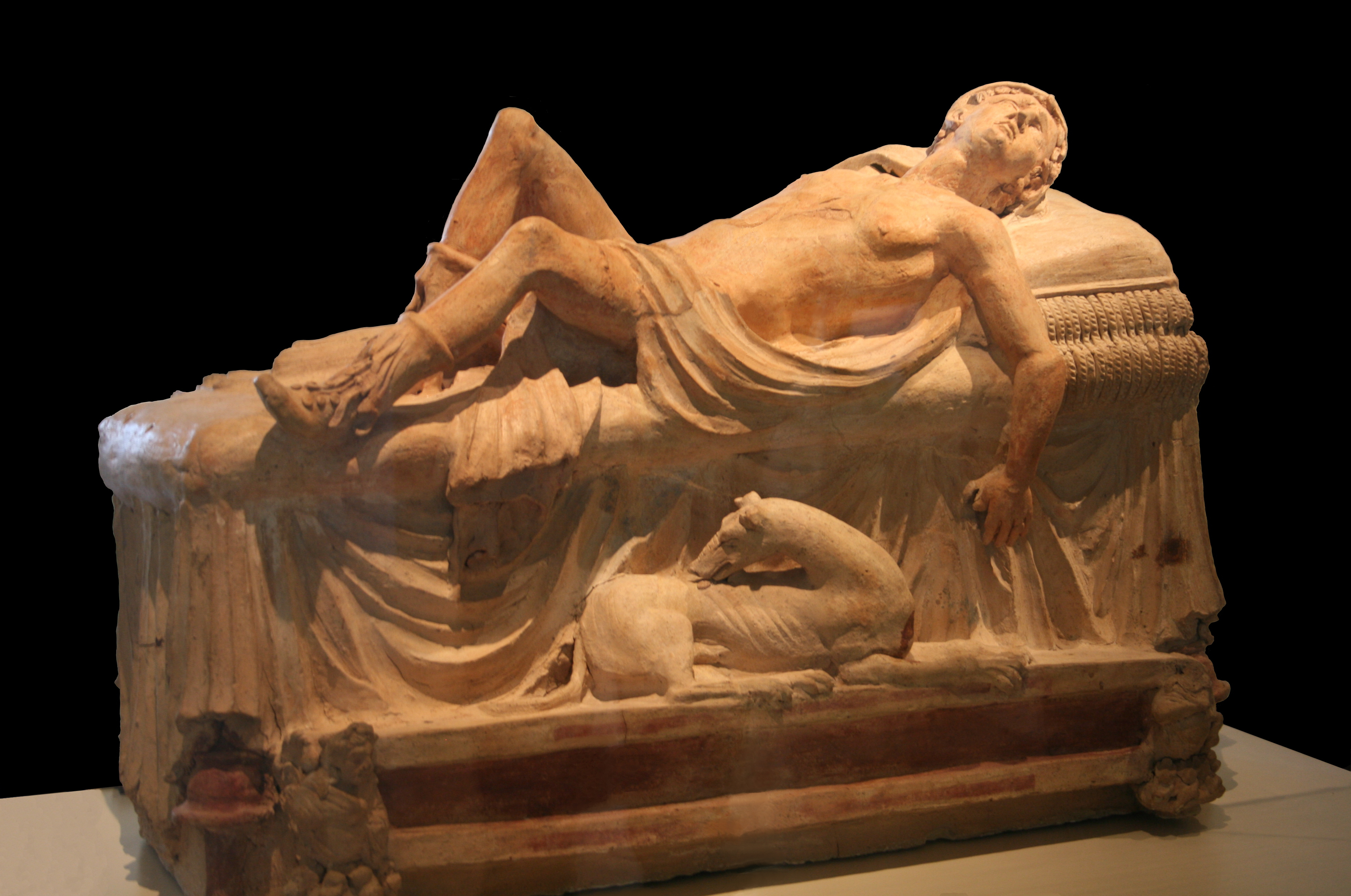
Haldokló Adonisz vadászkutya kíséretében, egy temetési emlékműben virágmotívumokkal a saroklábain (i.e. 3. század)

A nők szertartásos jajveszékeléssel és gyászdalokkal adták elő az Adoneiát, olykor a halott fiatalok képmásának jelenlétében, amelyet egy kanapéra helyeztek, illatosítottak és zölddel díszítettek. A fesztivál részeként elültették „Adonis kertjeit”: konténerben termesztett egynyári növényeket „sekély talajba ültetett magokból, amelyek gyorsan kikeltek és gyorsan elszáradtak”, összenyomva az élet és halál körforgását. Ez a gyakran éjszakai fesztivál nem került be az ünnepek hivatalos állami kalendáriumába, és a Rozáliának, mint magánrítusnak, úgy tűnik, hogy nem volt rögzített dátuma. Bár a ceremónia helyről helyre változott, általában két fázisa volt: az örömteli mulatozás, mint egy Afrodité és Adonisz szerelmét ünneplő esküvői lakoma, valamint a halála miatti rituális gyász. A temetésre átalakították, vagy felajánlásként megsemmisítették az ünnepi dekorációkat és rituális dísztárgyakat, köztük az edénykerteket is; így vált a koszorús dívány ravatallá ( prothesis ) .
Az Afrodité és Adonisz páros ikonográfiáját a görög művészetben gyakran nehéz megkülönböztetni Dionüszosz és Ariadné ikonográfiájától. Ellentétben a szerelem luxusát és örömét élvező pár görög ábrázolásával, a római festmények és szarkofágok szinte mindig a veszteség pillanatában foglalják keretbe szerelmüket. Adonisz Afrodité karjaiban bekövetkező halálakor; ez a feltámadás kérdését is implikálja. Madabában, a mai Jordánia területén lévő Arábia tartomány birodalmi városában egy sor mitológiai mozaikban Afrodité és Adonisz emelkedett trónra, hat Eróta és három Kharisz (Charita-„Kegyelem") kíséretében. A közelükben egy kosár áll, amelyből kiborultak a rózsák, s ez úgy tűnik, hogy a Rozáliára utal.
A késő ókorban egy Rozália keretében előadott irodalmi műveknek – akár az aktuális alkalomra szánták az előadást, akár csak fiktív helyzetként használták az alkalmat – a „gyászének Adoniszhoz" volt a témájuk. A római Rozália ünnep közös nyelve és az Adoneia virágos vonatkozásai hasonló vagy összehasonlítható gyakorlatokra utalnak, és nem feltétlenül közvetlen asszimilációra.

### Áttisz ibolyái

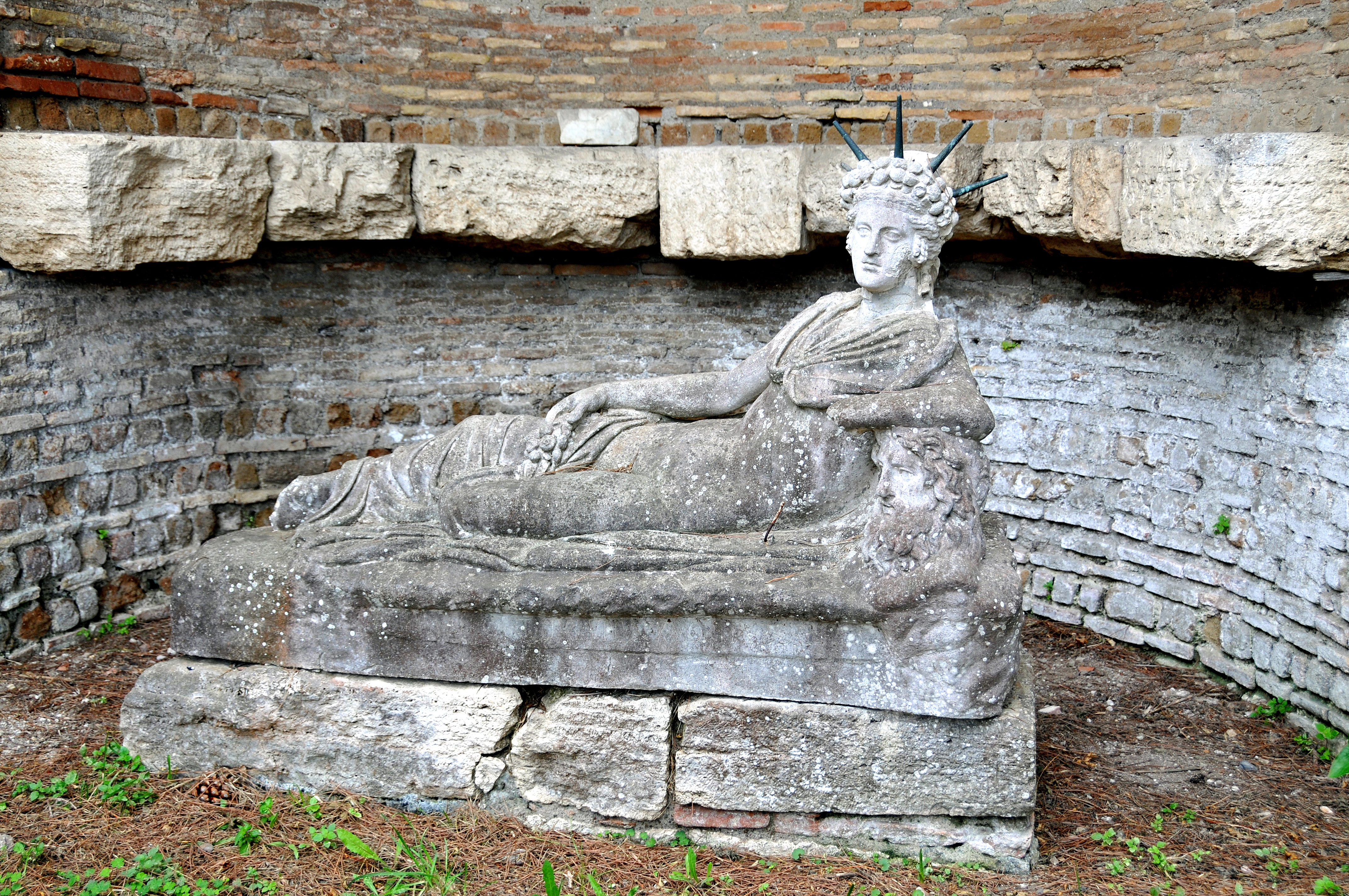
Támaszkodó Áttisz sugárzó koronával, bal kezében (sérült) pásztorkutya kölyköt tart, jobbjában pedig gránátalmát, fenyőtobozt és búzát: Részleges meztelensége azt mutatja, hogy teljes kasztráláson esett át, és a szakállas fej, amelyre támaszkodik, a leginkább valószínűleg Sangarius vagy Gallus folyóistené (Osztiából, a Kr.u. 2. századból)

Claudius uralkodásától Antoninus Pius uralkodásáig a márciusi „szent hét” a Magna Mater („Nagy Anya”, más néven Mater Deum, „Istenek Anyja” vagy Kübelé ) és Áttisz szertartásaivá alakult. Március 15-én egy előzetes fesztiválon a pásztorok, vagy Kübelé a Fríg folyó nádasában felfedezték a csecsemő Áttiszt. A folyamatos szertartások csak március 22-én kezdődtek újra az Arbor intrat-tal („A fa belép"), amelyek március 27-ig vagy 28-ig folyamatosan tartottak. Arbor intrat napjára a dendrofórok („fatartók") kollégiuma egy fenyőfát vitt, amelyhez Áttisz képmását kötözték; a fát „gyapjú kötésekbe burkolták, mint egy holttestet" és ibolya koszorúkkal díszítették. Lucretius (Kr. e. 1. század) rózsákat és más, nem megnevezett virágokat említ feltűnni a Megalensia (a Kübelé istennő tiszteletére rendezett) Magna Mater áprilisi eksztatikus felvonulásán.
A legélénkebb és legteljesebb beszámolót arról, hogyan jött létre az erőszakból ibolya az Áttisz-mítoszban, Arnobius keresztény apologéta (meghalt kb. 330), nyújtotta; az ő verziója tükrözi a legjobban a római birodalmi időszak kultikus gyakorlatát. A történet egy Agdus nevű frígiai sziklával kezdődik, amelyből azok a kövek származnak, amelyeket Pürrha és Deukalion emberré transzformált annak érdekében, hogy az özönvíz után újra benépesítsék a világot. Az Istenek Nagy Anyja szokás szerint ott pihent, amikor rátámadt a kéjes Jupiter. Mivel az istenek királya nem tudta elérni a célját, a sziklán végzett önkielégítéssel könnyített magán, amelyből Acdestis, vagy Agdistis, egy erőszakos és rendkívül erős hermafrodita istenség született.Tanácskozás után az istenek ennek a vakmerőségnek a curáját Liberhez, a Dionüszosszal azonosított római istenhez rendelik hozzá. A cura jelentése változatos: „gondoskodás, törődés, gyógyítás, felügyelet”.
Liber csapdát állított. Agdistis kedvenc forrásának ( fons ) vizét tiszta borral helyettesítette. A szomjas Agdistist idővel a szükséglete ivásra késztette, az erei pedig felszívták a toporzékolást okozó folyadékot. A csapda bezárult: egy szőrből szőtt hurok a nemi szervnél felfüggesztette Agdistist, a kiszabadulásért folytatott vergődés pedig önkasztrációt okozott. A vérből egy gránátalmafa fakadt, amelynek gyümölcse annyira csábító volt, hogy Nana, Sangarius folyóisten lánya in sinu reponit (zsebében tartva) – ami egy eufemizmus volt a császárkori orvosi és keresztény írásokban, jelentése: „a hüvelyébe helyezte”. Nana teherbe esett, amivel feldühítette apját, aki ezért elzárta őt, mint a sérült árukat szokták, és éheztette. Csak az Istenek Anyja által biztosított gyümölcsök és egyéb vegetáriánus ételek tartották életben. Amikor a csecsemő megszületettk, Sangarius elrendltei, hogy tegyék ki a szabadba, de egy kecskepásztor felfedezte és felnevelte. Ez a gyerek Áttisz volt.

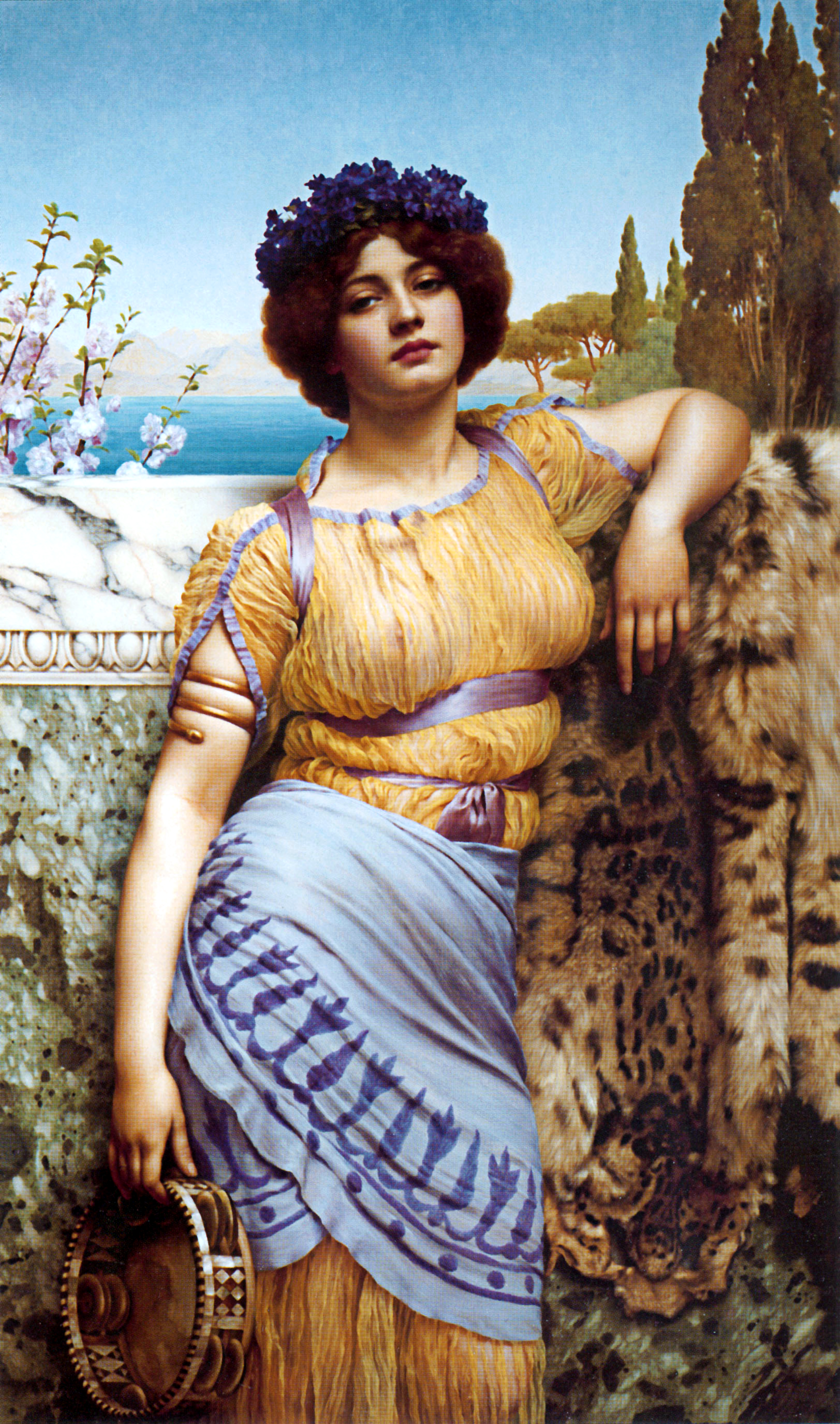
Táncoló ión lány (1902), John William Godwardtól, A kép ugyanannak az ibolyakoszorús alaknak a társa, amelyik az Ibolya koszorúval és sáfrány árnyalatú köntössel címűn szerepel. A viktoriánus festészet klasszicizáló mítoszának példája.

A kivételesen szép Attisz az Istenek Anyja és a fiú állandó társa, Agdistis szeretetében nő fel. A bor hatása alatt Attisz felfedi, hogy vadászként elért eredményeit isteni kegyelemnek köszönheti – ez egy magyarázat lehet arra, hogy a bor miért tiltott ( nefas ) vallásilag a szentélyben, és miért tekintik környezetzennyezésnek azok számára, akik oda belépnének. Áttisz és Agdistis kapcsolatát, hírhedtként, szégyenletesként és társadalmilag marginalizálóként jellemzik. Midász fríg király meg akarja váltani a fiút (puer), ezért megszervezi lányával vaaló házasságkötését, és lezárja a várost. Az Anyaisten (Mater Deum ) azonban ismeri Attisz sorsát (fatum): azt, hogy csak az óvja meg a bajtól, ha elkerüli a házasság kötelékét. Az Istenek Anyja és Agdistis tönkreteszik a partit, Agdistis még őrjöngést és őrültséget is terjeszt a vidám vendégek között. Egy részletben, amely a keresztény forrásban csak egy bosszankodó passzusban jelenik meg, egy Gallus nevű férfi ágyasának lánya levágja a mellét. Attisz bacchansként őrjöngve egy fenyőfa alá veti magát, és Agdistisnek történő felajánlásként, levágja a nemi szervét. Elvérzik, a halálos véráradatból pedig ibolyavirág születik.
Az istenek anyja a nemi szerveket „halotti öltözékbe" burkolja, és földdel borítja be; a mítosznak ez az aspektusa jelenik meg az állatok herezacskóinak a rituális áldozat bemutatásként való használatáról szóló feliratokon . A reménybeli menyasszony, akinek a neve Violet (görögül: Ia), Áttisz mellkasát gyapjúszalagokkal borítja be, és miután Agdistisszel gyászol, megöli magát. Haldokló vére lila ibolyává változik. Az Istenanya könnyei egy mandulafává válnak, ami a halál keserűségét juttatja kifejezésre. Ezután elviszi a fenyőfát szent barlangjába, és Agdistis-szel, aki csatlakozik hozzá a gyászban, Jupiterhez könyörögnek, hogy keltse életre Áttiszt. Ezt Jupiter nem engedheti meg; de a sors lehetővé teszi, hogy a test sohase indujon bomlásnak, a szőrzete folyamatosan nőjön, a kisujja pedig éljen és örökké mozogva integessen.
Arnobius nyíltan kijelenti, hogy az Áttisz tiszteletére az ő idejében végrehajtott rituálék úgy elevenítik fel a mítosz bizonyos aspektusait, ahogyan azt ő elmesélte; ezek nagy része csak a birodalmi időszakban alakult ki, különös tekintettel a dionüszoszi kultusszal való találkozásra és konfliktusra. A március 22-i Arbor intrat alkalmából a dendrofórok elvitték Áttisz ibolyakoszorús fáját a Magna Mater templomába. Mint ibolyanap (dies violae), az Arbor intrat napja (kezdetben csak az elhunyt családi ősöket, később a halottakat általában ünneplő) Parentalia szokását idézte fel: az bolya sírokra szórását. Másnap a dendrofórok zajos zenével „nyugalomra fektették" a fát, amely az altatókat (Corybantes), azaz azokat a fegyveres táncokat előadó fiatalokat ábrázolta, akik a mitológiában a csecsemőistenek őrzőiként szolgáltak. „A Vér napja" (Dies Sanguinis) március 24-i rendezvényén a hívek őrjöngő gyászba borulva megtépázták magukat, a képmást pedig befröcskölték a vérrel, amelyre a halottak „táplálékként" sóvárognak. Egyes követők kasztrálhatták magukat ezen a napon, hogy gallivá, Kübelé eunuch papjává váljanak. „Áttiszt" a sírjába helyezték az azt követő szent éjszakán.
Sallustius szerint a fa kivágását böjt kísérte, „mintha elvágnánk a nemzedék további fejlődését; utána tejjel táplálkozunk, mintha újjászületnénk; ezt követi az ujjongás, és a füzérek, mintha újra kezdetét venné az istenekhez való felemelkedés." A füzérek és az örvendezés (Hilaria) napja március 25-én, a Julianus-naptár tavaszi napéjegyenlőségének időpontjában volt, amikor Áttisz, bizonyos értelemben „újjászületett", vagy megújult. Egyes ókeresztény források ezt a napot Jézus feltámadásával társítják; Damascius pedig „a Hádésztől való megszabadulása napjának” tekintette. Egy nap pihenőt (Requietio) követően, március 27-én végezték a Magna Mater rituális megtisztítását (Lavatio). Március 28-a pedig a Magna Mater és Attisz misztériumaiba való beavatás napja lehetett a Vatikánban .
Bár a tudósok már kevésbé hajlanak arra, hogy Áttiszt a „haldokló és felemelkedő növényzet istenének” merev sémáján belül értelmezzék, a növényvilág körforgása továbbra is szerves részét képezi rítusai temetkezési jellegének. A fenyőfát és a fenyőtobozokat a római kori kultikus jelentőségük miatt vezették be Áttisz ikonográfiájába. Egy késő 1, vagy 2. századi athéni szobor egy gránátalmákat, fenyőtobozokat és egy ibolyacsokrot tartalmazó kosárral ábrázolja Áttiszt.

### A tavaszi fesztiválok növényi vonatkozásai
Az olyan, régebbi tavaszi ünnepekkel megfigyelhető kapcsolatok, amelyekben rózsák szerepeltek, segítették a Rozália elterjedését és népszerűsítését, a rómaiak privát ibolyanapját (dies violae vagy violaris) pedig az Arbor intrat szertartások nyilvános előtérbe helyezése fokozta. Az Áttisz és Adonisz közötti fogalmi kapcsolat elsősorban a későbbi birodalmi időszakban alakult ki. Porphüriosz (meghalt i.sz. 305 körül), a neoplatonikus filozófus, Adoniszt és Áttiszt is a „föld gyümölcsének” vonatkozásában értékelte:

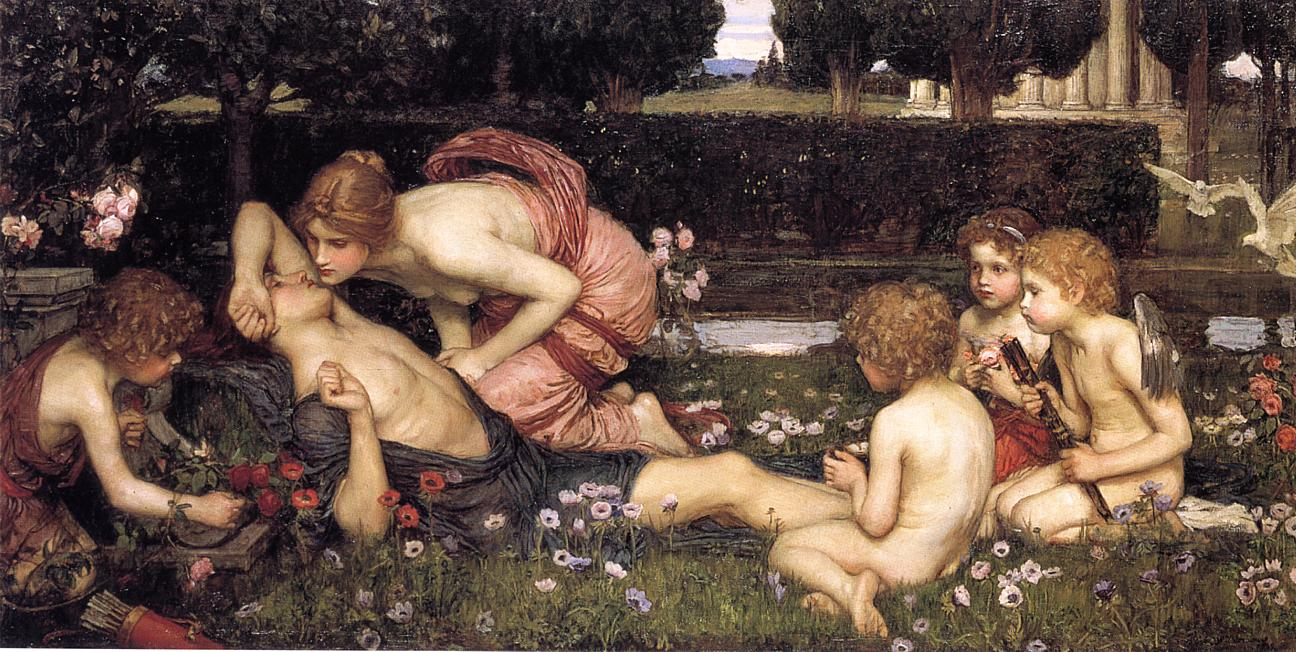
Adonis ébredése (1899), Waterhouse

„Áttisz a kora tavasszal megjelenő, és a teljes megtermékenyítés előtt lehulló virágzás szimbóluma; e gondolatmenet, a magzati tökéletesség szintjét el nem ért gyümölcsök példáján keresztül továbbviszi a kasztráció mozzanatát. Adonisz azonban a tökéletes gyümölcsök feldarabolásának a szimbóluma volt."
Porphüriosz Áttiszt, Adoniszt, Korēt (Persephoné mint „a leány”, aki a „száraz” vagy gabonanövények befolyásolója) és Dionüszoszt (aki a lágy és héjas gyümölcsökre hat) a „magtörvény” isteneiként hozta egymással kapcsolatba:
„Korét ugyanis Plútó vitte el, vagyis a nap a magvak érése idején ment le a föld felszíne alá; de Dionüszosz annak az erőnek engedelmeskedve kezd kihajtani, amely, mivel még fiatal, a föld alatt rejtőzik, mégis finom gyümölcsöket terem, és a hatalom szövetségese az Áttisz által szimbolizált virágzásban, továbbá az Adonisz által jelképezett, érett kukorica leszedésében."
A rózsák és az ibolyák tipikusan azon virágfajok közé tartoznak, amelyek benépesítik a rétet, ahonnan Perszephonét, Plútó menyasszonyaként elrabolták. Mircea Eliade, összehasonlító mitológus, az isteni metamorfózist a növényi és az emberi létezés közötti „élet áramlásának" tekintette. Amikor az erőszakos halál megszakítja az élet kreatív potenciálját, az „valamilyen más formában: növényben, gyümölcsben, virágban" fejeződik ki. Eliade Áttisz ibolyáit, Adonisz rózsáit és szellőrózsáit a hősök halála után a csatamezőkön megjelenő virágok legendáihoz fűzte.

## KatonaiRozália

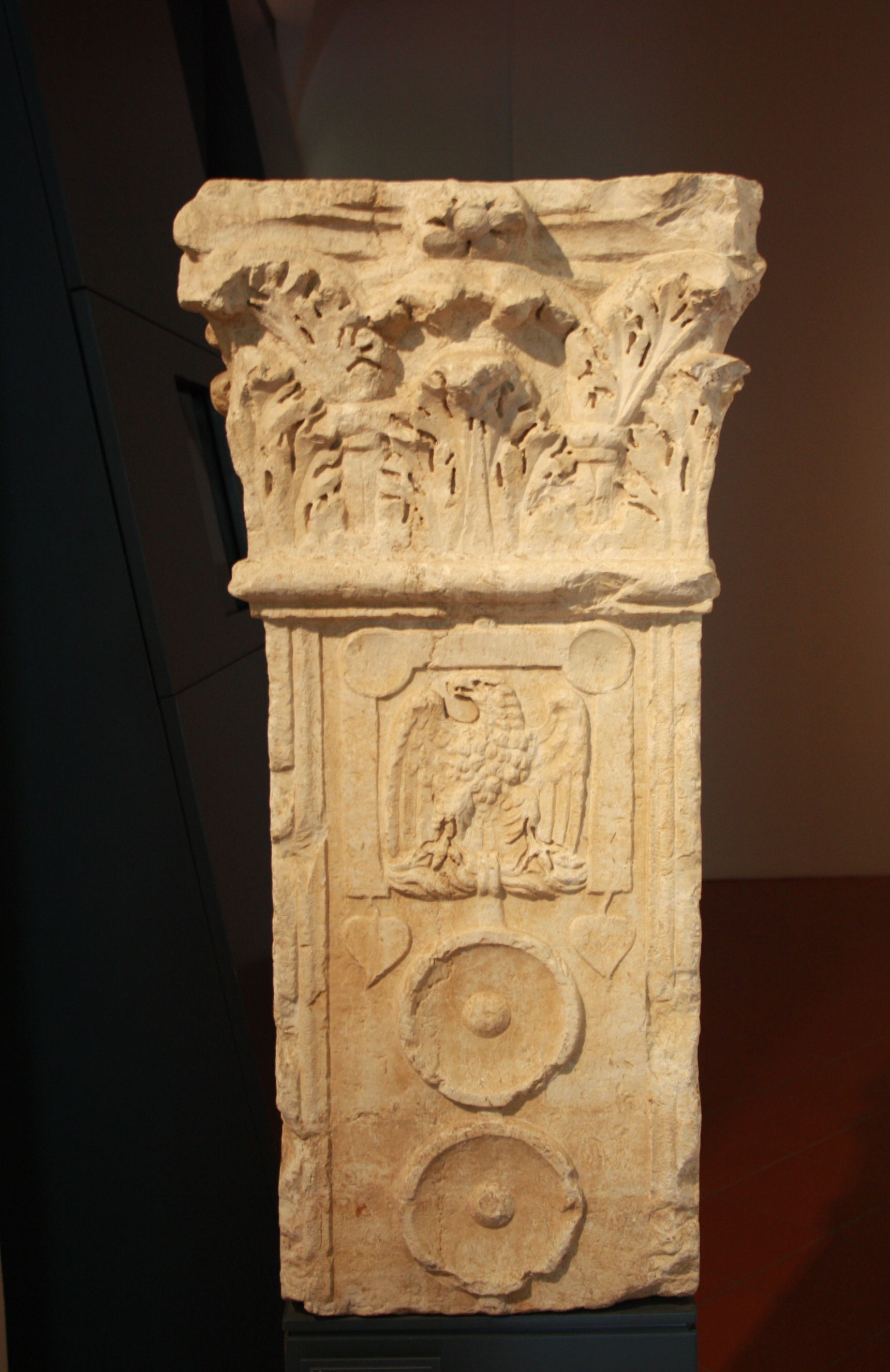
Katonai szabvány sas egy római katona síremlékén (Kr. u. I–II. század)

A római hadsereg két májusi napon ünnepelte a Rosaliae signorumot, amikor a katonai jelvényeket (signa) rózsákkal ékesítették egy könyörgés során. A.H. Hooey úgy tekintett a katonai rózsafesztiválra, mint amely egyesítii a vegetatív istenségek hagyományos tavaszi ünnepeit. A fesztivált a Feriale Duranumban, egy papirusznaptárban jegyezték fel, amely egy Dura-Európoszban állomásozó kohorszé volt, Severus Alexander uralkodása alatt (i.sz. 224–235). E naptárról azt gondolják, hogy a katonaság számára kiadott szabványos vallási kalendárium volt. A két Rozália közül a korábbi dátuma bizonytalan a töredékes szöveg miatt, de egybeesett a Lemuria időszakával. Ezek az archaikus ünnepnapok május 9-én, 11-én és 13-án zajlottak, és a – korai haláluk miatt az alvilágba nem került, hanem ( lemúr makik vagy lárvák formájában) a földön bolyongó – „kisajátító árnyak" kiengesztelését szolgálták. A Lemuria szertartásai, Ovidius szemléletes leírása szerint, a feketebab köpködését, mint különösen erős apotróp gesztust tartalmazták. A második Rosaliae signorum május 31- én, a június előtti naptári napon történt. A június 1-jei ünnepnap, amelyet a sötét Dea Carnának („húsistennő" vagy „ételistennő") szenteltek, és amelyet általában „babkalendának" (Kalendae Fabariae) neveztek, halotti rítusokra vonatkozhatott és a Lemuria napjaihoz hasonlóan a naptárban nefastus-ként szerepelt, olyan időpontként, amikor a szokásos tevékenységek gyakorlása vallásilag tiltott volt. A későbbi birodalomban a Rosaliae signorum egybeesett a május 29. és június 1. között, feltehetően Dea Carna tiszteletére megrendezett „babjátékok" (Ludi Fabarici) harmadik napjával. Egy polgári felirat feljegyzett egy, „a Carnaria" alkalmából történő rózsa díszítésre vonatkozó hagyatékot, amelyet Mommsen, Carna kalendáiként értelmez.
Egy 3. századi katonai főhadiszállásról, a Római Brittaniában fekvő Coria-ból, (ma Corbridge, Northumberland) származó szobrot is a Rozáliát ábrázolóként értelmeztek. A Germánia Superior tartományban található Mogontiacumból (a mai Mainz) származó 3. századi felirat a század – itt a katonai egység értelmében – (a centuria) Géniuszának (kísérő szellemének) szánt oltár május 10-i felszenteléséről tanúskodik. Bár a felirat nem nevezi meg a Rozáliát, a császári kultuszhoz kapcsolódó dedikálás dátumát valószínűleg úgy választották ki, hogy egybeessen vele.

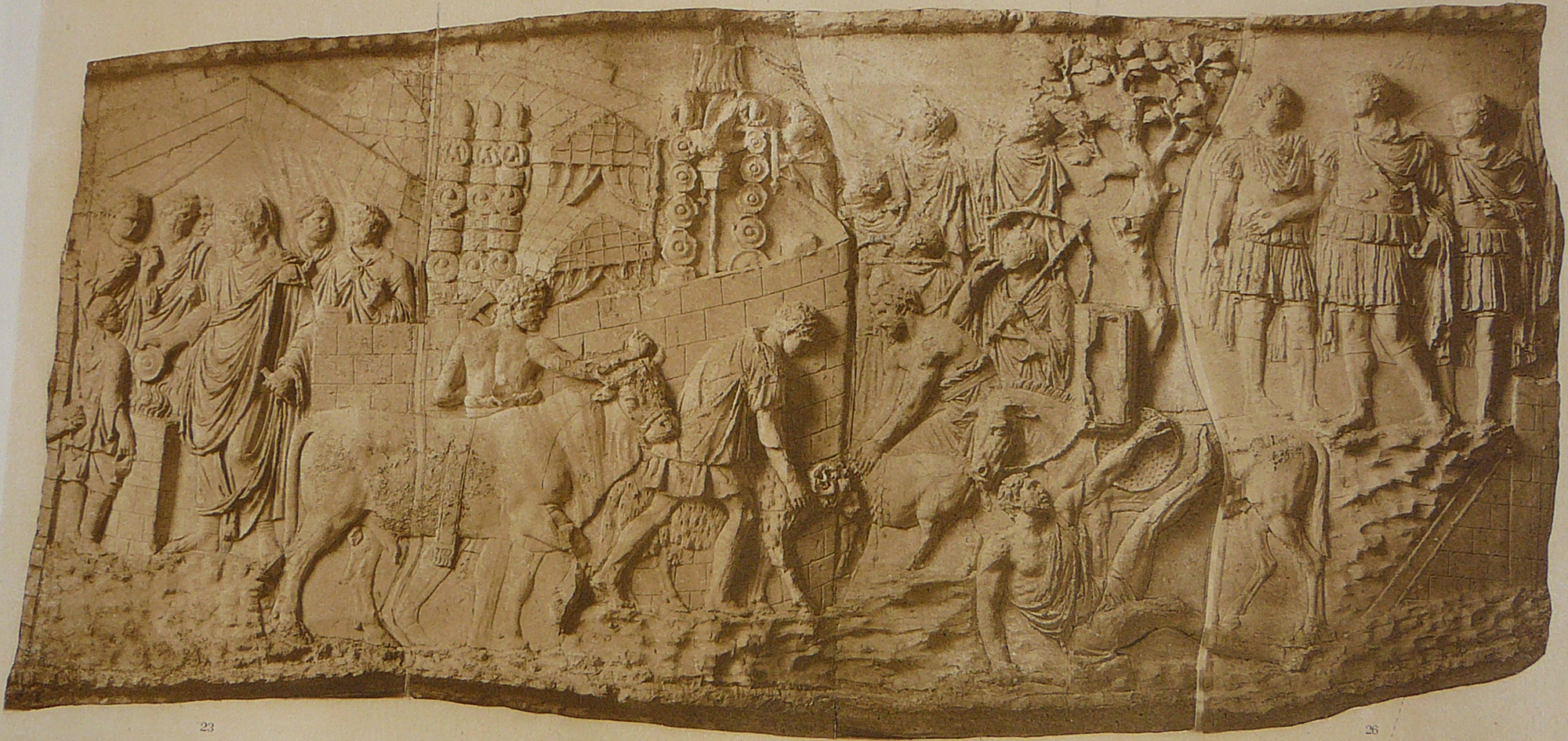
Katonai szabványok (balra fent, középen) egy lusztrális áldozat jelenlétében, a Traianus-oszlop domborműtábláján ; a fa alatt katonai trombitások és kürtösök játszanak.

A Rosaliae signorum része volt azoknak az odaadó, jellegzetes gyakorlatoknak, amelyekkel a hadsereg a katonai jelvényeit, zászlóit körülvette. A birodalmi történész, Tacitus, azt mondja, hogy a hadsereg úgy tisztelte a zászlóit, mintha istenek lennének; feliratok a nevükben készült ajánlásokat ( vota ) is megőrizték. Az a nap, amikor egy légió a megalakulásának évfordulóját ünnepelte, „a Sas születésnapja volt" (natalis aquilae), ami a szabvány római sasra utalt. Valamennyi római katonai tábor, beleértve a menettáborokat is, egy központi oltár köré épült, ahol a mindennapi áldozatokat mutatták be, körülvéve a szilárdan a földbe állított zászlókkal, valamint a császárok és istenek képeivel. A feldíszített egységek arany- és ezüstkoszorúkat helyeztek a zászlóikra, amelyek az élő koszorúk adományozásának jelképei voltak, a Sasokat és más jelzéseket pedig felfüzérezték és felkenték a lusztrációkra, a hadjárat megkezdésének szertartásaira, a győzelmekre, a krízisrituálékra és a császári ünnepekre. Ezen alkalmak közé tartozott Honorius császár esküvője is i.sz. 398-ban, amelyet Claudianus egy nászénekben(epithalamium) ír le: állítólag a katonai zászlók vöröslenek a virágoktól, a zászlóvivők és katonák pedig lila virággal hintik be rituálisan a császári vőlegényt....bíbor ködöt, és lila glóriát vonva köré ezáltal. Egy i.e. 42-es, Claudius elleni zendülésről beszámolva Suetonius azt állítja, hogy isteni erő akadályozta meg, hogy a Sasokat feldíszítsék vagy felhúzzák a földről, hogy az esküjüket ( sacramentum ) megszegő légiósok szétrombolják a tábort; ők, vallási kötelezettségükre emlékeztetve inkább a bűnbánat felé fordultak (in paenitentiam religije conversis) . A keresztény apologéták úgy látták, hogy a signa (a standardok) tisztelete központi szerepet játszik a római katonaság vallási életében. Minucius Felix megpróbálta bebizonyítani, hogy a kereszt alak miatt a katonák anélkül imádták a keresztény keresztet, hogy tudatában lettek volna ennek.
A legtöbb bizonyíték az 1.–3. századi birodalomból arra utal, hogy a Rozália a halottak ünnepe volt. A katonák megemlékeztek az elesett bajtársaikról, és esküt tehettek a halott fegyvertestvérek szellemére (istenített szellemekre). Hooey úgy véli, hogy a Rosaliae signorum nem lehetett egyfajta „pipacsnap” (a britek sokáig pipaccsal ünnepelték a háborús áldozatok emléknapját). Véleménye szerint a római rózsaünnepeknek két különálló és egymást kizáró fajtája volt: a tavaszi ünnepi és szabadidős fesztiválok, valamint a komor halottkultusz. A polgári szférából áthelyezve, a vegetatív istenségek régi ünnepeit a Keleti Birodalomban a kényeztetés és a luxus szellemében ünnepelték, ami egyedülálló módon, nem illett a Feriale Duranum más ünnepeinek nyilvános és birodalmi jellegéhez. William Seston elutasította a Rosaliae signorumnak ezt a „karneváli" megközelítését. Ő a májusi ünnepeket a katonai kampányszezon első csatái utáni ünnepi lusztrációnak (engesztelő áldozatnak) tekintette, a Tubilustriummal egyetemben, amelyet május 23-án, két rózsa-díszítés között tartottak.

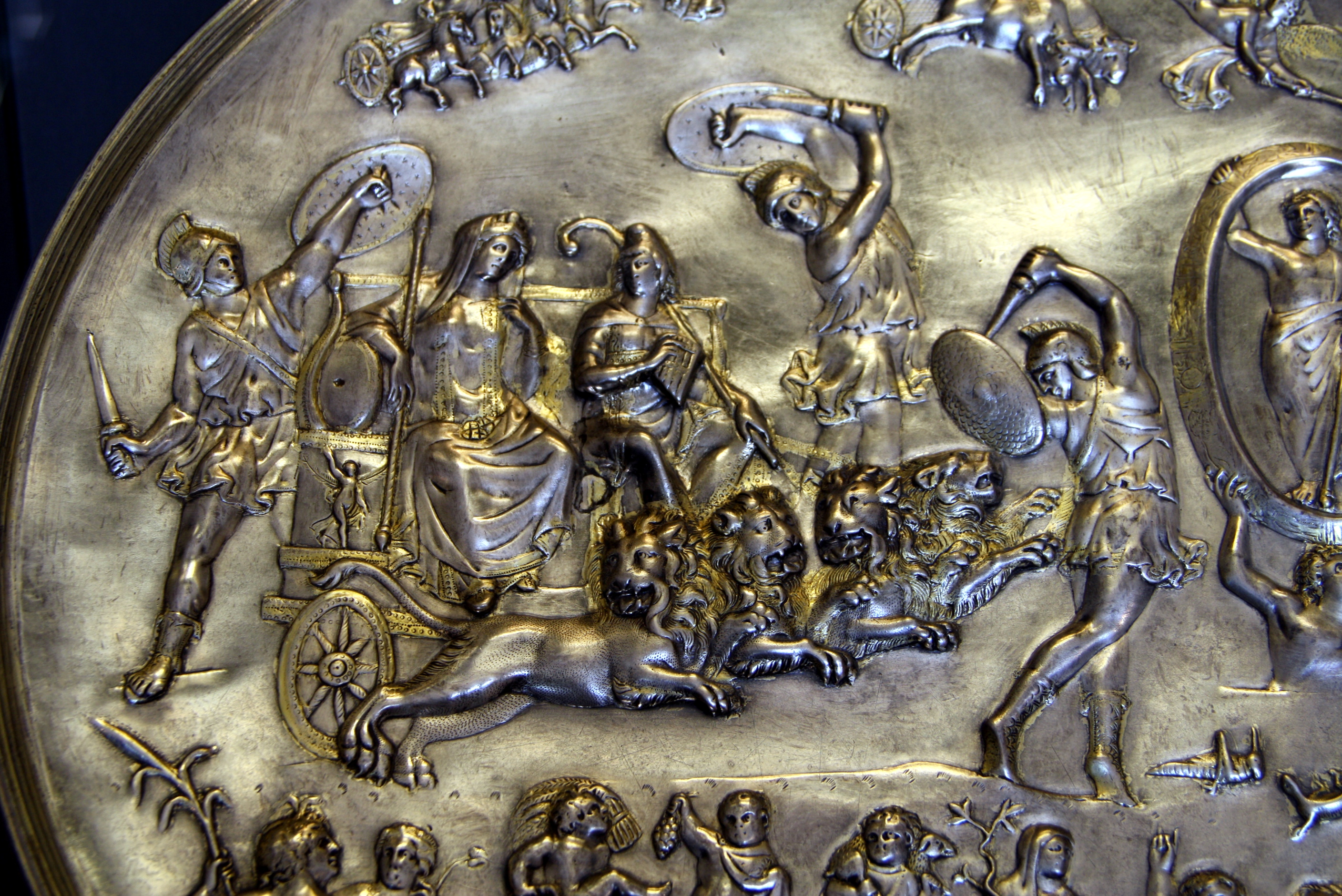
A Kübelét és Áttiszt kísérő korübászok (részlet a Parabiago-lemezről; dombornyomott ezüst, körülbelül i.sz. 200–400, egy Milánó melletti sírban találták, jelenleg a Milánói Régészeti Múzeumban van.)

A Tubilustrium maga is tisztító szertartás volt. A naptárak tanúsága szerint március 23-án és május 23-án is megrendezték, ami arra utal, hogy eredetileg talán havi ünnep volt. A lusztrációt ( lustrum ) az angyali trombiták ( tubi vagy tubae: hosszú, egyenes trombita és a test körül ívelő cornua: kürt) vonatkozásában végezték, amelyeket szakrális játékok és szertartások, temetések hangsúlyozására, valamint jelzésekre és időmérésre használtak. a hadseregben. A március 23-i Tubilustrium Róma városában egybeesett a Mars felfegyverzett papjainak, a Salii-nak a felvonulásával, akik szent pajzsaikat csattogtatták. Ez a rendezvény a későbbi birodalomban beolvadt Áttisz „szent hetébe”, amely azon a napon történt, amikor a fa megpihent a Magna Mater templomában. A halál/káosz és az újjászületés/rend körforgásának sarkalatos pontjaként találkoztak össze ezen a napon a különböző hagyományokból származó fúvós és ütőhangszerek zajrituáléi: a Kübelé és Áttisz menetében részt vevő korübászok vagy koureták lármája, a római szertartások apotróp trombitaszója, vagy a- teológiailag már a Kr.e. 1. században a kouretékkel azonosított- szaliánus papok pajzs-dobolása.
Tacitus beszámol egy holdfogyatkozáshoz kapcsolódó, trombitákkal végrehajtott, katonai zajrituálé előadásáról. Ez a gyakorlat, civil kontextusban, más forrásokban is megtalálható. Jörg Rüpke azt feltételezi, hogy a tubaét havonta játszották „a fogyó hold ( Luna ) megerősítésére", az Ides teliholdja után egy nundinális ciklussal (nappal), mivel a római naptár eredetileg lunáris (holdnaptár) volt. A signa és a trombiták a római katonai kultúrában mind szertartásilag, mind funkcionálisan szoros rokonságban álltak, a Traianus-oszlopon is ezek felé mutatnak a trombiták a lusztrációk során. Bár a latin lustratio-t általában „megtisztulásnak" fordítják, a lusztrális szertartásokat talán a jó rend átrendezésének és helyreállításának kell tekinteni: „a lusztráció egy másik szó a centrikus rend és az excentrikus rendetlenség közötti határvonalak fenntartására, meghúzására, vagy helyreállítására". A májusban tartott, katonai jelképek Rozáliája könyörgésfüggő volt, az engesztelő rituálék széles kategóriája, amely a közösséget, jelen esetben a hadsereget, a pax deorum, az istenek „szerződése" vagy békéje felé terelgette a körmenet. a nyilvános imák és afelajánlások révén. A katonai kalendárium, amelynek egyik reprezentánsa a Feriale Duranum, a március 19-től 23-ig tartóó periódusra is előírt könyörgéseket; ez az időszak a Quinquatriával, Minerva és Mars ősi ünnepével kezdődött és Tubilustriummal zárult. A harmadik század válsága a császári és katonai kultuszhoz kapcsolódva a könyörgés (supplicatio) archaikus gyakorlatának újjáéledését és terjeszkedését segítette elő.

## A naptárban

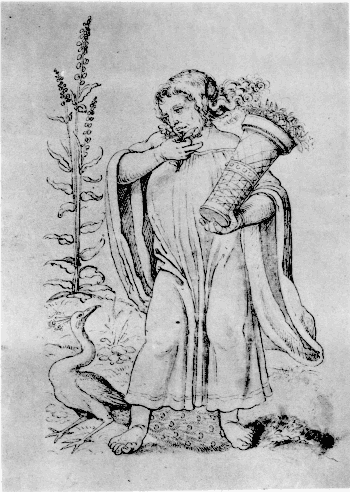
Május hónap illusztrációja Filokalus naptárán (i.sz. 354) alapul, amely a Rozáliát május 23-ra helyezi

A későbbi Birodalomban a rózsaünnepek a május hónap ikonográfiájának részévé váltak. A dátum, a virágzási időszakhoz igazodva, helyeileg változhat . A mozaikok hónapos allegóriáinál a májust gyakran virágkoszorúkkal, áldozati szalagokkal, vagy pántlikákkal és boramforákkal ábrázolják. A május (latinul Maius ) kezdete a Julianus naptár szerinti április 8-ától május 3-ig tartó, Flóra istennő tiszteletére rendezett játéksorozat, a Ludi Florae idején kezdődött. Flóra a virágok és a virágzás istennője volt, ünnepségein pedig nagyfokú szexuális szabadságot élveztek a résztvevők. Az i.sz. 2. században Philosztratosz összekapcsolta a rózsafüzéreket Flóra ünnepével. A Nádori Antológia görög epigrammája májust megszemélyesítve jelentette ki: „Én vagyok a rózsák anyja”.
A hónap nevének magyarázatai között volt olyan, amely szeint Maiától, a növekedés vagy gyarapodás istennőjétől származik, akinek a nevét néha a maius („nagyobb") melléknévből eredeztették. Maiát májusban tisztelték fiával, Merkúrral (a görög megfelelője: Hermész), aki amellett, hogy a határok és a kereskedelem istene, a lelkek túlvilágra vezetésének karmestere is. Maia teológiai identitása tágas volt; változatosan azonosították őt olyan istennőkkel, mint a Terra Mater („Föld Anya"), a Jóistennő ( Bona Dea ), a Nagy Anyaistennő ( Magna Mater, ami Kübelé címe is), Ops („Bőség, erőforrások") és Carna, a babkalendák június 1-jén ünnepelt istennője. A májusi Dea Dia ünnepén tartott vacsorák után az Arval Fivéreknek, Róma archaikus papságának osztottak ki rózsákat.

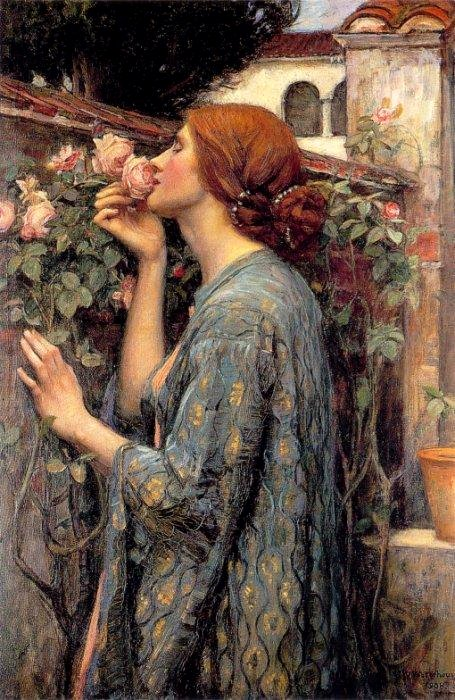
A rózsa lelke (1908), Psyché Cupido kertjében, Waterhouse

Bár a hónap a Flóra mulatozásával kezdődött, május közepén a rómaiak már a bolyongó halottak kiengesztelésére rendezett, háromnapos Lemurián voltak megtalálhatók. A rózsa évszaka tehát, egybeesett a virágzással és a haldoklással kapcsolatos, hagyományos római ünnepekkel. Az ünnepi és temetési célra előállított virágok és parfűmök iránti kereslet a virágkertészetet fontos gazdasági tevékenységgé tette, különösen Római Afrika gazdag birtokain. Az egyik római sírfestményen az árusok virágfüzéreket mutatnak be eladásra. A Lemuriát követően Merkúr és Maia a május idusán (15-én) megrendezett kereskedők fesztiválján közös áldozatot kapott. A Filokalus kalendárium (i.sz. 354) május 23-ára virágvásárt jelzett, ekkor kerültek a rózsák a piacra (macellus). Ebben a naptárban a májusi hónapot egy rózsakirállyal illusztrálják: egy fiatal férfivel, aki a dalmatikusnak nevezett hosszú ujjú köntösben jár, bal karján rózsakosarat hord, jobb kezében pedig egyetlen szál virágot tart, amit megszagol. Más képes kalendáriumokban a rózsakirály vagy más, a rózsaünnephez kapcsolódó képek gyakran helyettesítik Merkúr hagyományos emblémáját és májusra utaló rítusait.
Ovidius Fasti című, a római naptárról szóló versében, Flóra a május isteni képviselőjeként a halottak véréből virágokat alkotó szerepéről beszél: „rajtam keresztül fakad sebükből a dicsőség”. Ovidius megmutatja, hogy Flóra mitológiája hogyan szövi össze az „erőszak, a szexualitás, az élvezet, a házasság és a mezőgazdaság” témáit. A rómaiak az esküvők számára kedvezőtlen hónapnak tartották a májust, ami hozzájárult a június, mint esküvői hónap népszerűvé válásához. A Lemuúria minden napja május közepén vallási nap (dies religiosus ) volt, amikor vallásilag tiltva volt minden új vállalkozás megkezdése, különös tekintettel a „gyermeknemzés érdekében" történő házasságkötésre.
A 4. században a Rozália ünnepnapként volt megjelölve a hivatalos naptárban, játékokkal (ludi) és színházi előadásokkal.az amfiteátrumban. Egy capuai naptár, amely i.sz. 387-re datálható, május 13-ára jegyzi fel azt, hogy Rozáliát tartanak az amfiteátrumban.

## Keresztényesítés

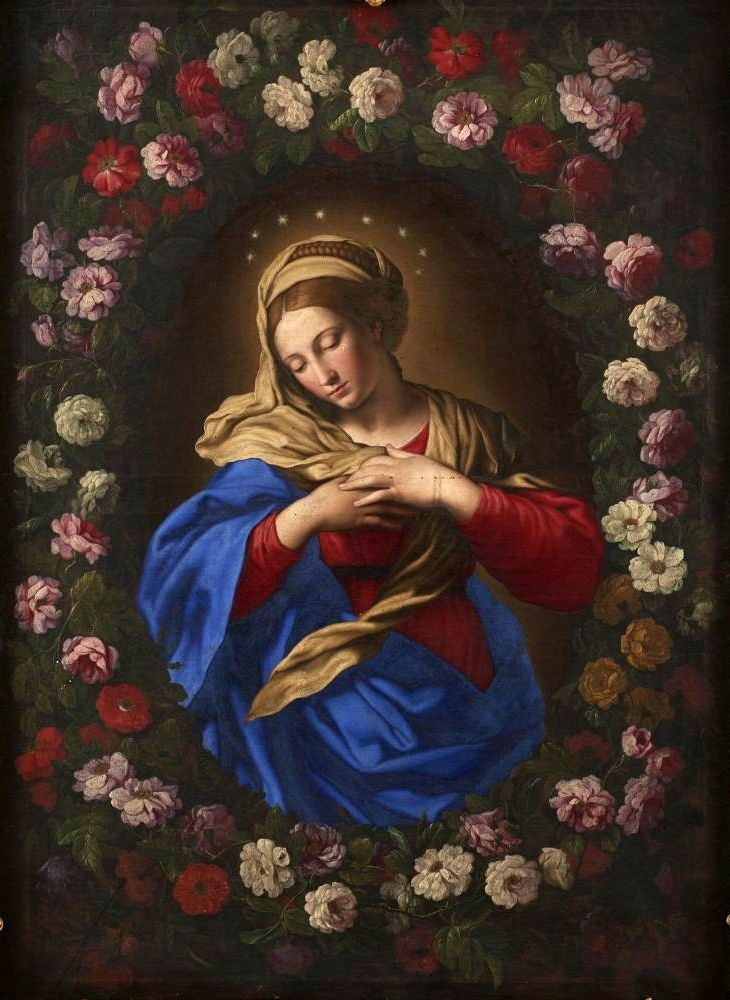
Giovanni Battista Salvi da Sassoferrato : Szűzanya rózsafüzérben (17. század közepe), a Madonnát csillagkoronával és rózsakoszorúval ábrázolja

A „Rózsák napját", amely a Rozália keresztényesített folytatása lehetett, tavaszi ünnepként tartották a 6. századi Gázában, a Kelet-Római Birodalomban. Gázai János írt két anakreontikus verset, amelyeket elmondása szerint „a rózsák napján" adott elő nyilvánosan, továbbá Procopius keresztény retorikus deklamációi és Gázai Choricius költészete is a rózsa napjára van hangszerelve.

A rózsák általában az ókeresztény temetkezési művészet képi világának részét képezték, akárcsak a borostyán. A mártírokat gyakran ábrázolták, vagy írták le virágképekkel, vagy oly módon, hogy virágokkal azonosították őket. Nolai Paulinus († 431) a Nolai Szent Félixről szóló, január 14-én játszódó, születési költeményében (natalicium), keresztényi értelemben újrainterpretálta a Rozáliához kötődő hagyományokat:
„Hintsd meg a földet virágokkal, díszítsd fel az ajtónyílásokat füzérekkel. A tél lélegezze ki a tavasz bíbor szépségét (purpureum); boruljon virágba idő előtt az év, és a természet vesse alá magát a szent napnak. Te pedig, föld, koszorúkkal tartozol a mártír sírjának. Csupán a mennyek kapujának a háború és a béke ikerkoszorúival virágzó, szent dicsősége vegye körül őt."
Az egyik legrégebbről fennmaradt mártír szentélyben, amely ma a milánói Sant'Ambrogio-bazilika része, fennmaradt egy mozaik portré, amely talán 397–402-ből származik. Szent Viktort ábrázolja klasszikus ihletésű liliom és rózsa koszorúban, búzaszárak, szőlőfürtök és olajágak között; a kör alak az örökkévalóságot, a növényzet pedig a négy évszakot jelképezi. A keresztény képzeletben a vér-halál-virág minta a klasszikus mítosz ifjairól – elsősorban Adoniszról és Attiszról – gyakran áttevődött a női szűz mártírokra. Prudentius (megh. kb. 413) „lágy virágként" írja le Meridai Eulaliát, akit halála „virággá tesz az egyház vértanúinak füzérében": bíbor vére lila ibolyát és vérvörös krókuszokat (purpureas violas sanguineosque crocos) terem, amelyek hamvait díszítik majd. A rózsa a szüzességnek a házasság szentségében való elvesztésével kiontott vért is szimbolizálhatja.
A klasszikus világban jutalomként használatos virágkoronák szokására támaszkodva, Cyprianus († 258) mennyei virágkoronákat írt le a túlvilágon a hívek számára: liliomot a jó cselekedetekért, és egy további rózsakoronát a mártírok számára. Az egyik korai szenvedélyes narratívájában egy mártír rózsakoronát (corona rosea) visel egy mennyei lakomán.
Ambrose (megh. 397) számára a liliomok a szüzek, az ibolyák a hitvallók, a rózsák pedig a mártírok jelképes virágai; ezek közül az ibolya ábrázolásának nincs bibliai előzménye. A vergiliusi képek által befolyásolt részben, Ambrose arra utasítja a fiatal, szűz nőket, hogy „engedjétek a szerénység rózsáját és a szellem liliomát virágozni a kertjeitekben, és hagyjátok, hogy az ibolyapartok a szent vér öntözte forrásból igyanak."
Jeromos (megh. 420) leírásában Szent Paula vértanúságának véréből „rózsa- és ibolyakoronát" fonnak.
Dante később klasszikus és keresztény képi szálakkal fonja körül (Az isteni színjátékának) Paradicsomát, összekapcsolva a szentek füzérét Ariadné rózsakoronájával, akit, ily módon, a mennyekbe emelve képzel el. A „rózsafüzér” kifejezésnek (latinul rosarium, ami rózsakorona, vagy vagy rózsafüzér) a Mária imagyöngyök megnevezésére való használatát egyes keresztények -köztük Alanus de Rupe is- kifogásolták, mert az a rómaiak „profán” rózsakoszorúját idézte fel.

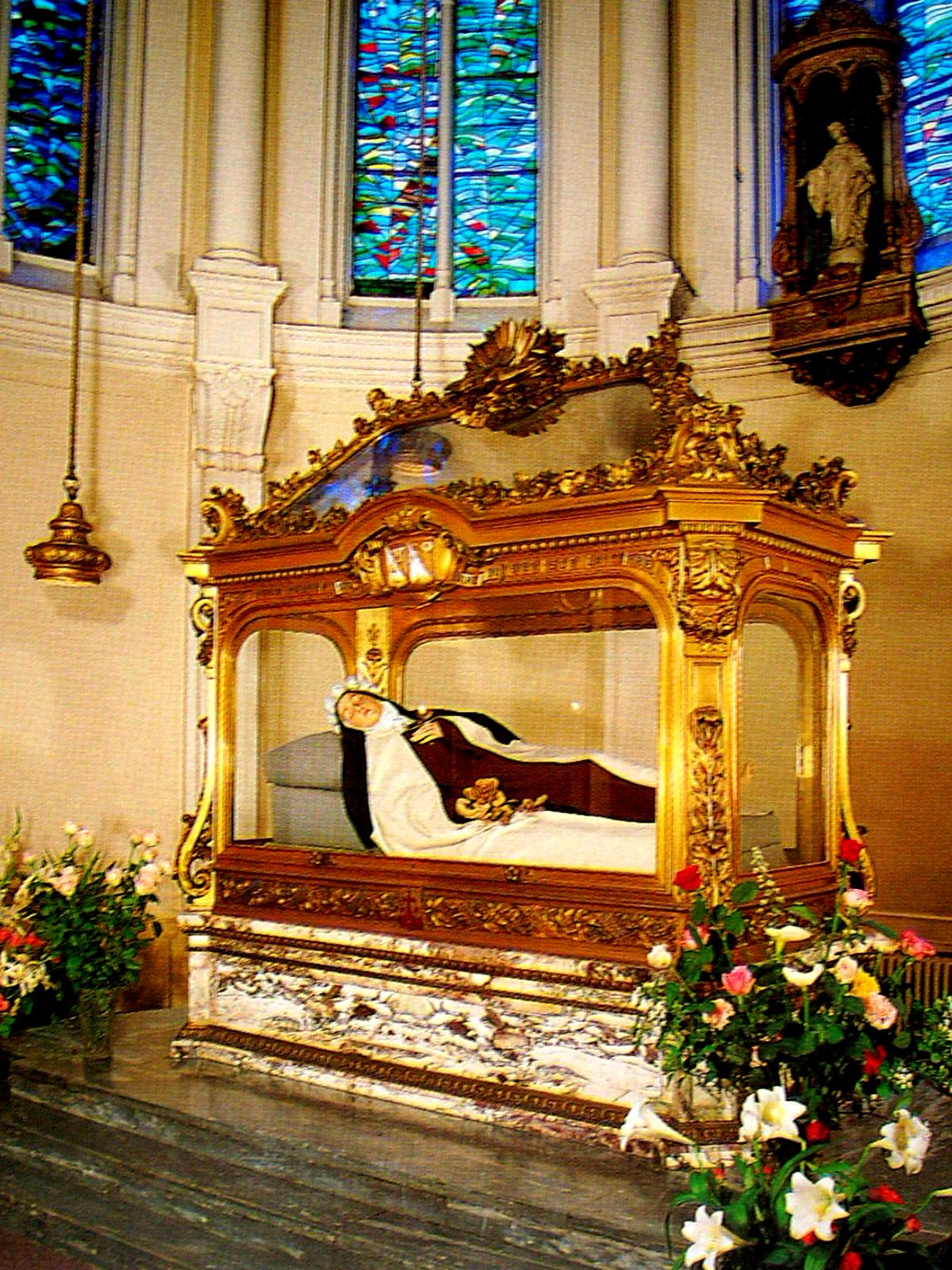
A virágkoszorút viselőLisieux-i Szent Teréz emlékműve, mottójával: „Halálom után rózsazáport engedek hullani".

Néhány női szentnek rózsákkal kapcsolatos csodákat tulajdoníanak, míg másonak, a római Szent Cecíliától (megh. i.sz. 230) a Lisieux-i Szent Teréz-ig (megh. 1897), egy megkülönböztető attribútuma ez a virág. Szent Cecília virág ikonográfiája rózsa- vagy virágkoszorút, pálmaágat valamint „hosszú, leveles mandulaágat és virágokat tart a kezében". A rózsák Máriának, Jézus anyjának a legtipikusabb jellemzői közé tartoznak; ő a május hónaphoz kapcsolódott, és olyan istennőket váltott fel a népi képzeletben, mint Maia és Flóra. Máriát az ókeresztény irodalom rosa pudorisként, valamint „a szerénység rózsájaként” és „tövisek közti rózsaként" írja le. A középkorban a rózsák, a liliomok és az ibolyák Mária különleges virágaivá váltak. Egyes katolikus kultúrákban még mindig virágot ajánlanak Máriának, különösen a Guadalupe-i Szűzanya mexikói áhítatos gyakorlataiban. A mikronéziai Pollap szigeten a kultikus Mária-szobor előtti virágáldozatokhoz rózsafüzér szertartásokat adtak hozzá, különösen májusban; így, a rózsafüzér „rózsakoronaként" való használatának koncepciója kiegészíti a virágkoszorú fejen viselésének helyi hagyományait. A legkorábbi keresztény korszak latin himnuszai és litániái Máriát „misztikus rózsának" nevezik, valamint egy sor rózsás jelzővel illetik, illetve olyan kertnek nevezik, amely Krisztust a rózsa képében hordozta. Ambrose kijelentette, hogy Krisztus vérét amely az oltáriszentségben borból lényegült át, rózsaként kell felfogni. Az ötszirmú rózsa Krisztus öt sebének és így, a feltámadásának szimbólumává vált.
A szentek élő testéről és holttestéről azt mondták, hogy szentségük egyik legfigyelemreméltóbb jeleként virágos „szentségszagot" árasztanak. I. Gergely pápa leírása szerint a rózsa illata és fényessége a vértanúk véréből ered. Herman of Steinfeld imádkozás közben olyan illatot lehelt ki, „mint egy rózsákkal, liliomokkal, ibolyákkal, mákkal és mindenféle illatos virággal teli kert”. Az ágyhoz kötött beteg Schiedam Lydwine (Szent Lidwina) szűzről azt mondták, hogy csak fűszeres bort fogyasztott, és „illatos vérkönnyeket" sírt, amelyeket rózsáinak nevezett; amikor ezek éjszaka rászáradtak az arcára, összegyűjtötték őket és egy dobozban tartották. Halálának előjele az volt, hogy rózsák nyíltak ki egy misztikus rózsabokoron, és amikor eltemették őt, a rózsa vérkönnyek zacskóját használták párnájaként. A virágok, a vér és az ereklyék a legkorábbi időszaktól kezdve beleszövődtek a keresztény irodalom képzeteibe.

### Rózsavasárnapok

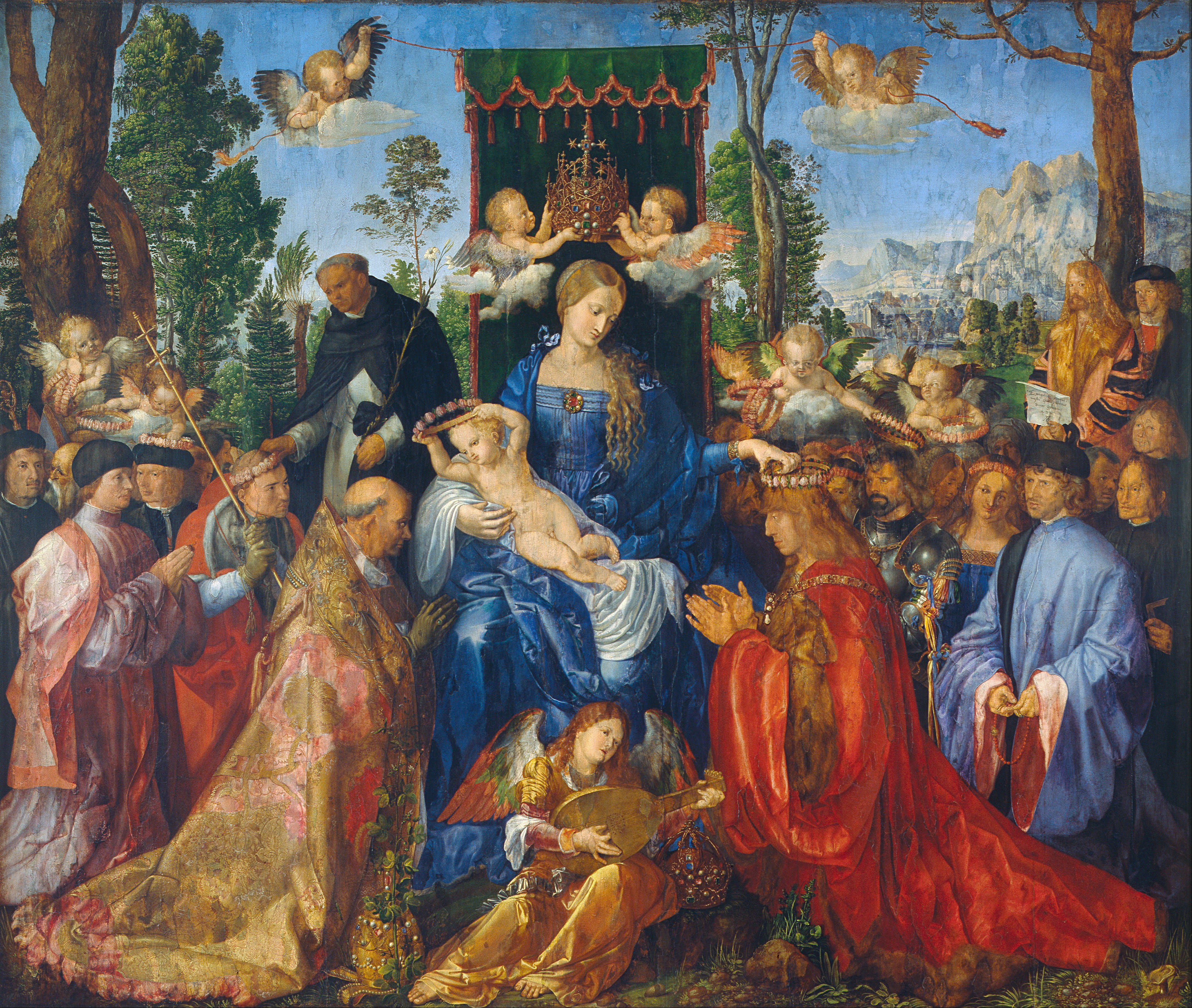
Dürer A rózsafüzér ünnepe (1506), oltárkép egy rózsafüzér testvéri közösség számára: Egy egész közösség vesz részt a fehér és vörös rózsa koronák átvételében

A liturgikus naptár két napját is „rózsavasárnapnak” nevezték:
1. A nagyböjt negyedik vasárnapját Dominica de rosa („Rózsavasárnap") néven is ismerik, amikor a rózsaszínű ruhák helyettesíthetik a szezon bíbor, vagy lila bűnbánati ruháit. Ezen a napon a pápa megáldja az Arany Rózsát, egy rózsa alakú ékszert.[215] Benedek, a Szent Péter-bazilika kanonokja a 12. század közepén erre a napra vontakozóan feljegyzett egy szertartást, amikor a pápa mohába burkolt rózsát vitt a keresztút állomásaira .[216] Egy 19. századi egyházi lexikográfus úgy látta, hogy az Arany Rózsának az Aranyággal analóg funkciói vannak, és hogy Mária feltehetően Perszephoné tulajdonságait öltötte magára.[217]
2. A középkori Rómában a Dominica de Rosis (rózsák vasárnapja) vagy Pascha rosarum-ot vagy rosatum-ot a pünkösd előtti vasárnapon ünnepelték, a mennybemenetel ünnepének oktávján . A pápa ezen a napon a Santa Maria Rotundában, az ókori Pantheonból átalakított bazilikában tartott prédikációt a Szentlélekről . Rózsaszirmokat záporoztak át a kupola oculuszán keresztül, hogy a lángnyelvek alászállását szimbolizálják.[218][219][220][221] Vacsora után megtartották a húsemelgető játékokat (ludus Carnelevaris): a lovagok és a katonák italozását olyan előadások követték, amelyekben különféle bűnöket szimbolizáló állatok megölését mutatták be.[222]

Ezt a hagyományt követve a középkori szövegekben a pünkösdöt néha Rosata Pascha-nak vagy egyszerűen Rosaliának nevezik. Végül maga a pünkösd vette fel a „rózsavasárnap” nevet, mivel a két ünnep összemosódott, ugyanis az egyik szokásai átkerültek a másikba. Elterjedt a pünkösdi rózsaszórás szokása,ami a modern korban is fennmaradt, ahogyan azt a korabeli ünnepek nevei is tükrözik, mint például a Pasqua di rose, Pasqua delle rose, vagy Pâques rosées. Ezt a szokást szem előtt tartva, sok templom „szentlélek-lyukkal", a mennyezetén épült a rózsaszirmok vagy a fehér galambok elengedéséhez. A pünkösd hagyományos romániai neve Rusalii, és úgy gondolják, hogy a Rozáliából származik. A Rusalii nevet oroszul és ukránul is használják a kapcsolódó „zöld hét" kifejezés mellett ( oroszul: Зелёные святки ; ukránul: Зелені свята).
Némely 19. és korai 20. századi szerző azt feltételezte, hogy a rózsavasárnap az eredetileg pogány ünnep keresztényesített formája volt.

## Lásd még
- Az ókori görög temetés és temetkezési gyakorlatok
- Római temetések és temetkezés
- Ruszalia, az ókori szlávok halottainak emlékére rendezett ünnep